# Đế quốc Brasil
Đế quốc Brasil là một nhà nước tồn tại vào thế kỷ 19, có chủ quyền đối với các lãnh thổ tạo thành Brasil và Uruguay (cho đến năm 1828). Đế quốc Brasil là một nước quân chủ lập hiến với một chế độ đại nghị, có hai vị Hoàng đế là Pedro I và Pedro II. Brasil từng là một thuộc địa của Vương quốc Bồ Đào Nha. Năm 1808, João VI, Thân vương nhiếp chính Bồ Đào Nha, về sau là quốc vương, phải lánh nạn tại Brasil sau khi Napoléon xâm lược Bồ Đào Nha và quyết định đặt chính phủ lưu vong tại thành phố Rio de Janeiro. João VI sau đó trở về Bồ Đào Nha và lập người con trai cả là Pedro làm nhiếp chính cai trị Vương quốc Brasil. Ngày 7 tháng 9 năm 1822, Pedro tuyên bố Brasil độc lập và đánh bại Bồ Đào Nha trong cuộc chiến tranh giành độc lập. Ngày 12 tháng 10, Pedro được tôn làm hoàng đế đầu tiên của Brasil, hiệu là Pedro I. Đế quốc Brasil có lãnh thổ rộng lớn, đa sắc tộc, chủng tộc nhưng thưa dân.
Khác với hầu hết các nước thuộc địa cũ của Tây Ban Nha, Brasil có một chế độ chính trị ổn định, một nền kinh tế tăng trưởng mạnh mẽ và bảo đảm quyền tự do ngôn luận, dân quyền của thần dân. Tuy nhiên, phụ nữ bị hạn chế về quyền lợi, nô lệ thì bị xem như tài sản. Nghị viện của Brasil gồm hai viện và được bầu theo một chế độ tương đối dân chủ, các cơ quan lập pháp cấp tỉnh và địa phương cũng tương tự. Tình trạng này tạo nên xung đột giữa Pedro I và một phe khá lớn trong nghị viện về vai trò của hoàng đế trong chính quyền. Năm 1828, Brasil bị Liên hiệp các tỉnh Río de la Plata (Argentina) đánh bại trong Chiến tranh Cisplatina, hậu quả là tỉnh Cisplatina ly khai (sau này trở thành Uruguay). Năm 1826, Pedro I trở thành quốc vương của Bồ Đào Nha tuy là người đã tuyên bố Brasil độc lập khỏi Bồ Đào Nha. Ông nhường ngôi vua Bồ Đào Nha cho con gái trưởng là Maria. Tuy nhiên, Maria bị em trai của Pedro I là Miguel cướp ngôi hai năm sau. Ngày 7 tháng 4 năm 1831, Pedro I thoái vị và lập tức trở về châu Âu nhằm tập trung lập lại con gái làm nữ vương.
Người kế vị Pedro I tại Brasil là cậu con trai năm tuổi của ông, hiệu là Pedro II. Do Pedro II khi đó còn nhỏ tuổi, một chức vụ nhiếp chính ở mức độ yếu được lập ra. Khoảng trống quyền lực bắt nguồn từ việc thiếu vắng một quân chủ cai trị, là người phân xử cuối cùng các tranh chấp chính trị, dẫn đến nội chiến giữa các phe phái địa phương. Kế thừa một quốc gia bên bờ tan rã, Pedro II ngay khi được tuyên bố trưởng thành đã giải quyết nhằm đem đến hòa bình và ổn định cho quốc gia, cuối cùng khiến Brasil trở thành một cường quốc quốc tế mới nổi. Brasil giành chiến thắng trong ba cuộc xung đột quốc tế là Chiến tranh Plata, Chiến tranh Uruguay và Chiến tranh Paraguay trong thời gian Pedro II cai trị, và đế quốc này chiếm ưu thế trong một số tranh chấp quốc tế khác và bùng phát xung đột nội bộ. Sự thịnh vượng và phát triển về kinh tế tại Brasil thu hút một dòng người châu Âu di cư, trong đó có cả những tín đồ đạo Tin Lành và Do Thái giáo, song tín đồ Công giáo La Mã vẫn chiếm hầu hết cư dân đế quốc này. Chế độ nô lệ ban đầu trở nên phổ biến, song bị hạn chế dần theo pháp luật và đến năm 1888 thì bị bãi bỏ hoàn toàn. Nghệ thuật thị giác, văn học, và sân khấu Brasil phát triển trong giai đoạn tiến bộ này. Mặc dù chịu ảnh hưởng mạnh từ các phong cách châu Âu, từ tân cổ điển cho đến lãng mạn, song mỗi quan niệm được điều chỉnh để tạo nên một nền văn hóa Brasil độc nhất.
Hòa bình nội bộ và thịnh vượng kinh tế được duy trì trong bốn thập niên cuối Pedro II cai trị, song ông không mong muốn chế độ quân chủ tồn tại sau thời của mình và không thực hiện nỗ lực nào để duy trì ủng hộ cho thể chế. Người thuộc hàng kế vị ông là con gái Isabel, song cả Pedro II và tầng lớp cai trị đều nhận định một nữ quân chủ là không thỏa đáng. Không có người kế vị khả thi, các thủ lĩnh chính trị của đế quốc nhận thấy không có lý do để bảo vệ chế độ quân chủ. Một phái gồm các nhà lãnh đạo trong quân đội bất ngờ tiến hành đảo chính, buộc Hoàng đế phải thoái vị vào ngày 15 tháng 11 năm 1889 sau 58 năm trị vì, mục đích của họ là thành lập một nước cộng hòa do một nhà độc tài đứng đầu, hình thành Đệ nhất Cộng hòa Brasil.

## Lịch sử

### Độc lập và những năm sơ khai

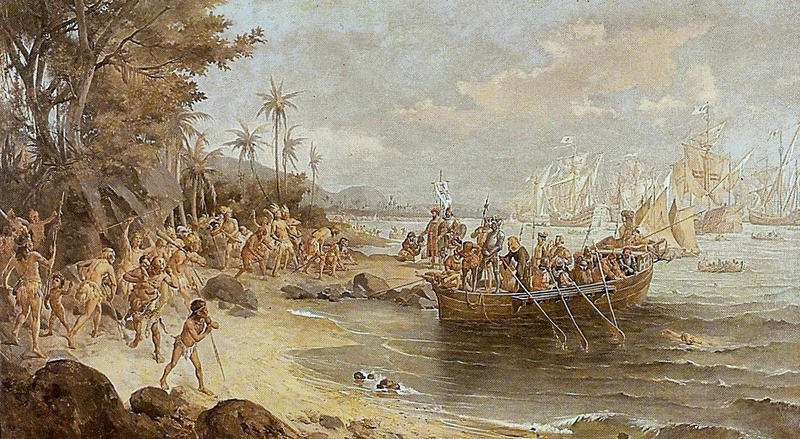
Pedro Álvares Cabral đổ bộ Brasil năm 1500.

Bồ Đào Nha yêu sách lãnh thổ nay là Brasil vào ngày 22 tháng 4 năm 1500, khi nhà hàng hải Pedro Álvares Cabral đổ bộ tại bờ biển nơi đây. Người Bồ Đào Nha tiến hành định cư thường xuyên bắt đầu vào năm 1532, và trong 300 năm sau đó họ khuếch trương về phía tây với tốc độ chậm cho đến khi vươn tới gần như toàn bộ biên giới Brasil hiện tại. Năm 1808, quân đội của Hoàng đế Napoléon I xâm chiếm Bồ Đào Nha, buộc vương tộc Braganza của Bồ Đào Nha phải lưu vong. Họ tái lập triều đình tại thành phố Rio de Janeiro của Brasil, nơi này trở thành trị sở phi chính thức của Đế quốc Bồ Đào Nha.
Năm 1815, thái tử Bồ Đào Nha là João (về sau là João VI), đang giữ vai trò nhiếp chính, lập ra Vương quốc Liên hiệp Bồ Đào Nha, Brasil và Algarves, địa vị của Brasil được thăng từ thuộc địa thành vương quốc. Ông đăng cơ vương vị Bồ Đào Nha vào năm 1816, sau khi mẹ là Maria I từ trần. João VI trở về Bồ Đào Nha vào tháng 4 năm 1821, để lại con trai và người kế vị của mình là Pedro cai trị Brasil với địa vị người nhiếp chính. Chính phủ Bồ Đào Nha lập tức hành động nhằm thu hồi quyền tự trị mà Brasil được ban cho từ năm 1808. Mối đe dọa về việc mất đi quyền kiểm soát hạn chế đối với nội vụ đã kích động người Brasil phản đối rộng khắp. José Bonifácio de Andrada cùng với các thủ lĩnh người Brasil khác thuyết phục Pedro tuyên bố Brasil độc lập từ Bồ Đào Nha vào ngày 7 tháng 9 năm 1822. Ngày 12 tháng 10, vương tử được tôn làm Pedro I, trở thành hoàng đế đầu tiên của Đế quốc Brasil mới thành lập, với một chế độ quân chủ lập hiến. Các đơn vị quân sự vũ trang trung thành với Bồ Đào Nha tiến hành phản đối tuyên bố độc lập trên khắp Brasil. Chiến tranh hậu độc lập diễn ra trên khắp đế quốc, có các trận đánh tại các khu vực miền bắc, đông bắc và miền nam. Các binh sĩ Bồ Đào Nha cuối cùng đầu hàng vào tháng 3 năm 1824, và Bồ Đào Nha công nhận độc lập của Brasil vào tháng 8 năm 1825.
Pedro I phải đương đầu với một số cuộc khủng hoảng trong thời gian ông cai trị. Một cuộc phản loạn ly khai tại tỉnh Cisplatina vào đầu năm 1825, sau đó Liên hiệp các tỉnh Río de la Plata (nay là Argentina) nỗ lực nhằm sáp nhập Cisplatina khiến đế quốc tham gia Chiến tranh Cisplatina: "một cuộc chiến trường kỳ, không vinh quang, và rốt cuộc vô ích tại phương nam". Trong tháng 3 năm 1826, João VI từ trần và Pedro I kế thừa vương vị Bồ Đào Nha, trong một thời gian ngắn ông trở thành Quốc vương Pedro IV của Bồ Đào Nha trước khi thoái vị để nhượng lại vương vị cho con gái trưởng là Maria II. Tình hình xấu đi vào năm 1828 khi chiến tranh tại phương nam kết thúc với kết quả là Brasil để mất Cisplatina, lãnh thổ này trở thành quốc gia Uruguay độc lập. Tại Lisboa trong cùng năm, em trai của Pedro I là Thân vương Miguel đoạt vương vị của Maria II.
Các khó khăn khác nổi lên khi nghị viện của đế quốc khai mạc vào năm 1826. Pedro I cùng một tỷ lệ đáng kể nghị viên tranh luận ủng hộ về hệ thống tư pháp độc lập, một nghị viện tuyển cử đại chúng và một chính phủ do hoàng đế lãnh đạo, hoàng đế nắm giữ các quyền hành chính tổng thể và đặc quyền. Các nghị viên khác tranh luận ủng hộ một cấu trúc tương tự, chỉ khác là vị thế của quân chủ có ảnh hưởng ít hơn và nhánh lập pháp chiếm ưu thế trong chính sách và cai quản. Cuộc đấu tranh về việc hoàng đế hay nghị viện chi phối chính phủ chuyển thành các cuộc tranh luận từ năm 1826 đến năm 1831 về xác lập cấu trúc chính phủ và chính trị. Không thể đồng thời giải quyết các vấn đề tại Brasil và Bồ Đào Nha, ngày 7 tháng 4 năm 1831 Hoàng đế thoái vị để nhượng vương vị cho con trai là Pedro II và lập tức lên thuyền sang châu Âu để phục vị cho con gái.

### Hỗn loạn

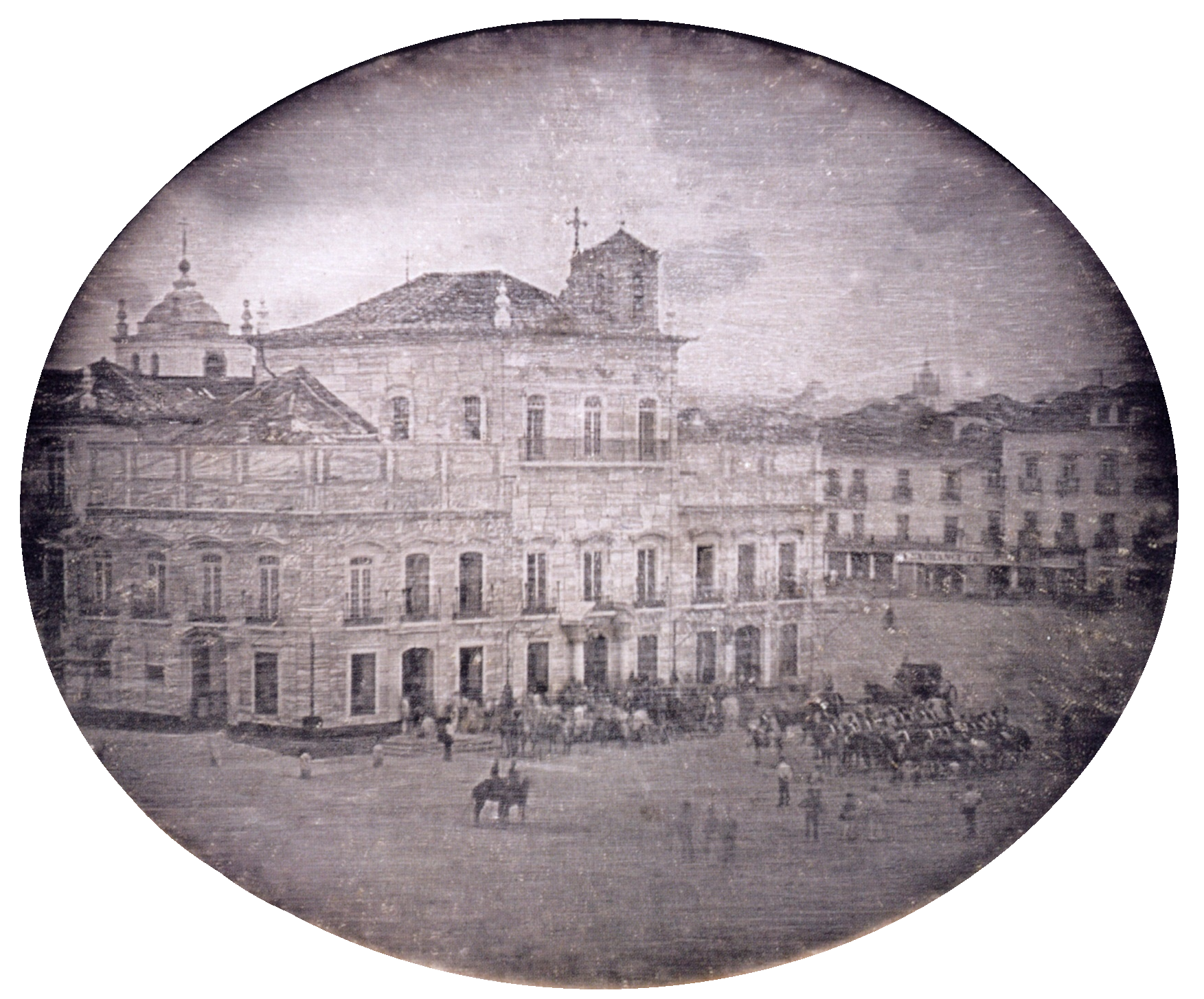
Nơi đặt trụ sở của chính phủ Đế quốc Brasil, năm 1840

Sau khi Pedro I vội vàng rời đi, Brasil có nguyên thủ quốc gia là một bé trai năm tuổi. Do không có tiền lệ, Đế quốc phải đối diện với viễn cảnh về một giai đoạn kéo dài hơn 12 năm không có quyền hành pháp mạnh, do theo hiến pháp phải đến ngày 2 tháng 12 năm 1843 Pedro II mới đến tuổi thành niên và bắt đầu thi hành quyền lực của hoàng đế. Một người nhiếp chính được lựa chọn để cai trị quốc gia trong giai đoạn quá độ. Do người nhiếp chính nắm giữ ít thi hành quyền lực của hoàng đế và hoàn toàn phụ thuộc Đại hội đồng, nên ông không thể lấp đầy khoảng trống tại thượng tầng chính phủ Brasil.
Người nhiếp chính tỏ ra không thể giải quyết các tranh chấp và kình địch giữa các phái chính trị quốc gia và địa phương. Tin tưởng rằng trao cho chính quyền cấp tỉnh và địa phương quyền tự trị lớn hơn sẽ giúp chế ngự bất đồng đang lớn dần, Đại hội đồng thông qua một tu chính án hiến pháp vào năm 1834, mang tên Ato Adicional (Đạo luật Bổ sung). Tuy nhiên, thay vì kết thúc tình trạng hỗn loạn, các quyền lực mới này chỉ thúc đẩy cho các tham vọng và kình địch địa phương. Bạo lực bùng phát trên toàn quốc. Các đảng địa phương cạnh tranh với mức độ tàn bạo mới nhằm chi phối chính quyền cấp tỉnh thành, do bất kỳ đảng nào chi phối tỉnh cũng sẽ giành quyền kiểm soát hệ thống tuyển cử và chính trị. Các đảng thất cử nổi loạn và nỗ lực nắm quyền bằng vũ lực, kết quả là một số cuộc nổi loạn.
Các chính trị gia lên nắm quyền trong thập niên 1830 đến lúc này trở nên quen thuộc với các khó khăn và cạm bẫy quyền lực. Theo sử gia Roderick J. Barman, đến năm 1840 "họ đã mất toàn bộ niềm tin vào năng lực của mình trong việc tự cai trị quốc gia. Họ chấp thuận Pedro II trong vị thế một nhân vật quyền lực, sự hiện diện của ông là điều không thể thiếu đối với sự sống còn của quốc gia." Một vài trong số các chính trị gia này (những người hình thành Đảng Bảo thủ trong thập niên 1840) tin tưởng rằng một nhân vật trung lập là điều cần thiết, một người có thể đứng trên các phái chính trị và lợi ích tầm thường để đối thoại với bất đồng và tiết chế tranh chấp. Họ hình dung một hoàng đế phụ thuộc nhiều hơn vào cơ quan lập pháp so với chế độ quân chủ lập hiến mà Pedro I hình dung, song với quyền lực lớn hơn so với vị thế mà những kình địch của họ (về sau hình thành Đảng Tự do) chủ trương vào đầu thời kỳ nhiếp chính. Tuy nhiên, những người tự do trù tính thông qua một sáng kiến nhằm hạ thấp tuổi thành niên của Pedro II từ 18 xuống 14. Hoàng đế được tuyên bố thích hợp để cai trị vào tháng 7 năm 1840.

### Củng cố

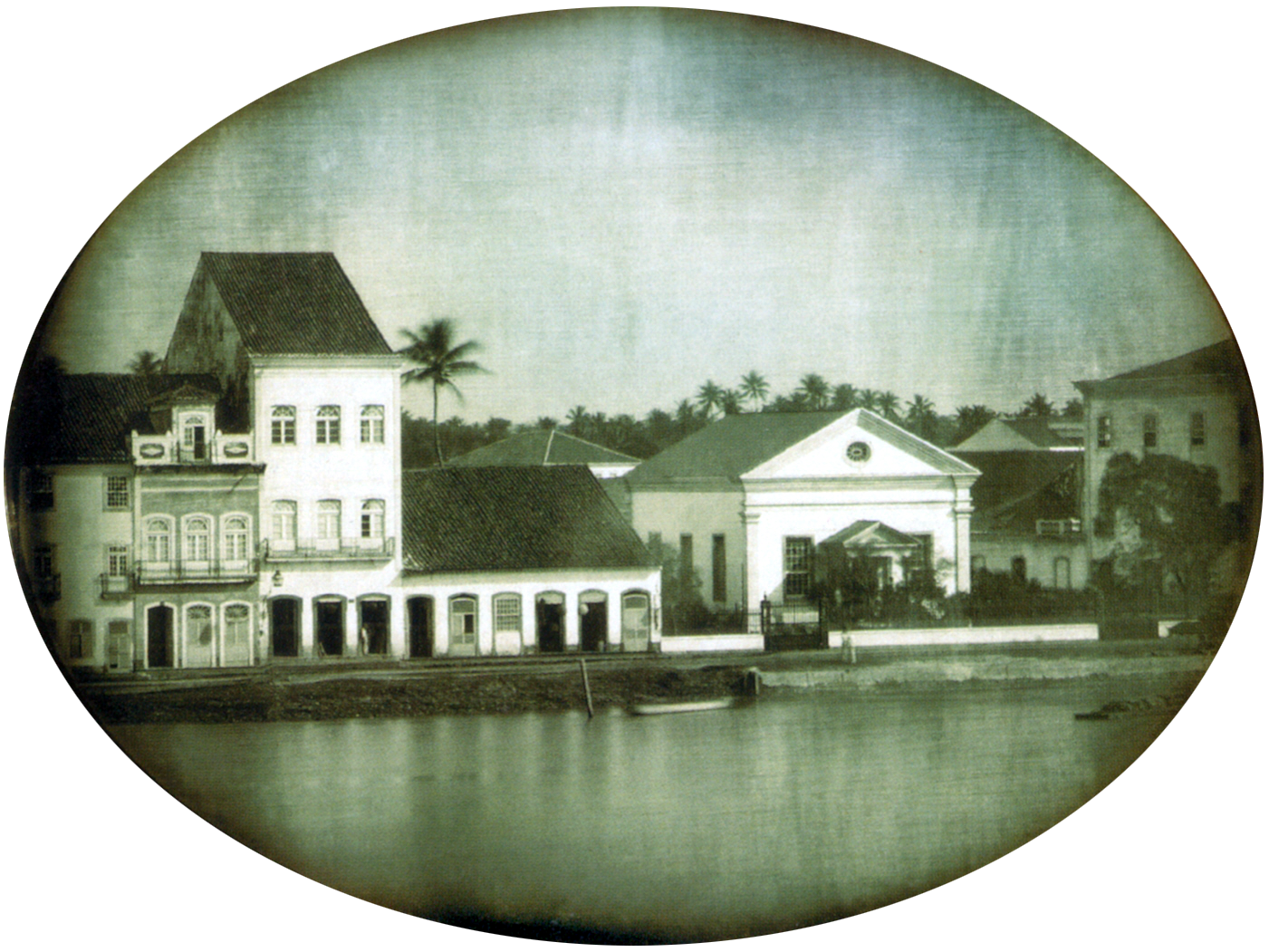
Recife là thủ phủ của Pernambuco tại đông bắc Brasil, hai năm sau khi kết thúc khởi nghĩa Praieira

Nhằm đạt được các mục tiêu của mình, những người tự do liên kết với một nhóm gồm các công vụ viên cao cấp trong cung và các chính trị gia nổi bật: "Phái Triều thần". Thành viên phái này nằm trong phạm vi thân cận của Hoàng đế và thiết lập ảnh hưởng đối với ông, tạo điều kiện cho việc bổ nhiệm các nội các tự do-triều thần liên tiếp nhau. Tuy nhiên, ưu thế của họ kéo dài ngắn ngủi. Đến năm 1846, Pedro II đã trưởng thành về thể chất và tinh thần. Không còn là một cậu bé 14 tuổi bất an chịu ảnh hưởng từ tin đồn nhảm, các đề xuất có tính âm mưu bí mật, và các sách lược vận động khác, Các nhược điểm của hoàng đế trẻ tuổi mất dần đi và độ mạnh bạo trong tính cách trở nên rõ rệt. Ông sắp đặt thành công việc kết thúc ảnh hưởng của triều thần bằng cách loại bỏ họ khỏi phạm vi thân cận của mình mà không gây bất kỳ rối loạn công khai nào. Ông cũng giải tán những người tự do vốn tỏ ra vô tích sự khi giữ chức vụ, và kêu gọi những người bảo thủ thành lập một chính phủ vào năm 1848.
Năng lực của Hoàng đế và nội các bảo thủ mới bổ nhiệm được thử thách qua ba cuộc khủng hoảng trong giai đoạn từ 1848 đến 1852. Cuộc khủng hoảng đầu tiên là đối phó với nhập khẩu lậu nô lệ. Nhập khẩu nô lệ bị cấm chỉ vào năm 1826 theo một hiệp định với Anh Quốc. Tuy nhiên, việc buôn người tiếp tục mà không giảm đi, và khi Anh Quốc thông qua Đạo luật Aberdeen năm 1845 thì các chiến hạm Anh Quốc được phép cho người nhảy sang tàu của Brasil và bắt giữ bất kỳ ai bị phát hiện là tham dự mua bán nô lệ. Trong khi Brasil phải vật lộn với vấn đề này, khởi nghĩa Praieira bùng phát vào ngày 6 tháng 11 năm 1848, đây là một cuộc xung đột giữa các phái chính trị địa phương trong tỉnh Pernambuco, song bị trấn áp vào tháng 3 năm 1849. Đây là cuộc nổi loạn cuối cùng diễn ra thời chế độ quân chủ, thời điểm nó kết thúc đánh dấu bắt đầu bốn mươi năm hòa bình nội bộ tại Brasil. Luật Eusébio de Queirós được ban hành vào ngày 4 tháng 9 năm 1850, trao cho chính phủ quyền lực rộng để chiến đấu với nạn mua bán nô lệ bất hợp pháp. Với công cụ mới này, Brasil hành động nhằm diệt trừ nhập khẩu nô lệ, và đến năm 1852 cuộc khủng hoảng đầu tiên này kết thúc, với việc Anh Quốc chấp thuận rằng nạn mua bán này đã được ngăn chặn.
Cuộc khủng hoảng thứ ba là xung đột với Liên bang Argentina về uy thế tại các lãnh thổ lân cận Río de la Plata và thông hành tự do trên thủy đạo này. Kể từ thập niên 1830, nhà độc tài Juan Manuel de Rosas tại Argentina ủng hộ các cuộc khởi nghĩa tại Uruguay và Brasil. Đế quốc không thể đối phó với mối đe dọa do Rosas gây ra cho đến năm 1850, khi hình thành một liên minh giữa Brasil, Uruguay và những người Argentina bất mãn, dẫn đến Chiến tranh Plata và sau đó là sự kiện người cai trị Argentina bị phế truất trong tháng 2 năm 1852. Do thành công vượt qua các cơn khủng hoảng này, Brasil nâng cao đáng kể độ ổn định và uy tín quốc gia, nổi lên thành một cường quốc Tây bán cầu. Trên phương diện quốc tế, người châu Âu nhận thấy quốc gia này như là hiện thân của các lý tưởng tự do quen thuộc, như tự do báo chí và tôn trọng theo hiến pháp các quyền tự do dân sự. Chế độ quân chủ nghị viện đại diện tại Brasil cũng hoàn toàn tương phản với đặc điểm pha trộn giữa độc tài và bất ổn tại các quốc gia khác tại Nam Mỹ đồng thời kỳ.

### Phát triển

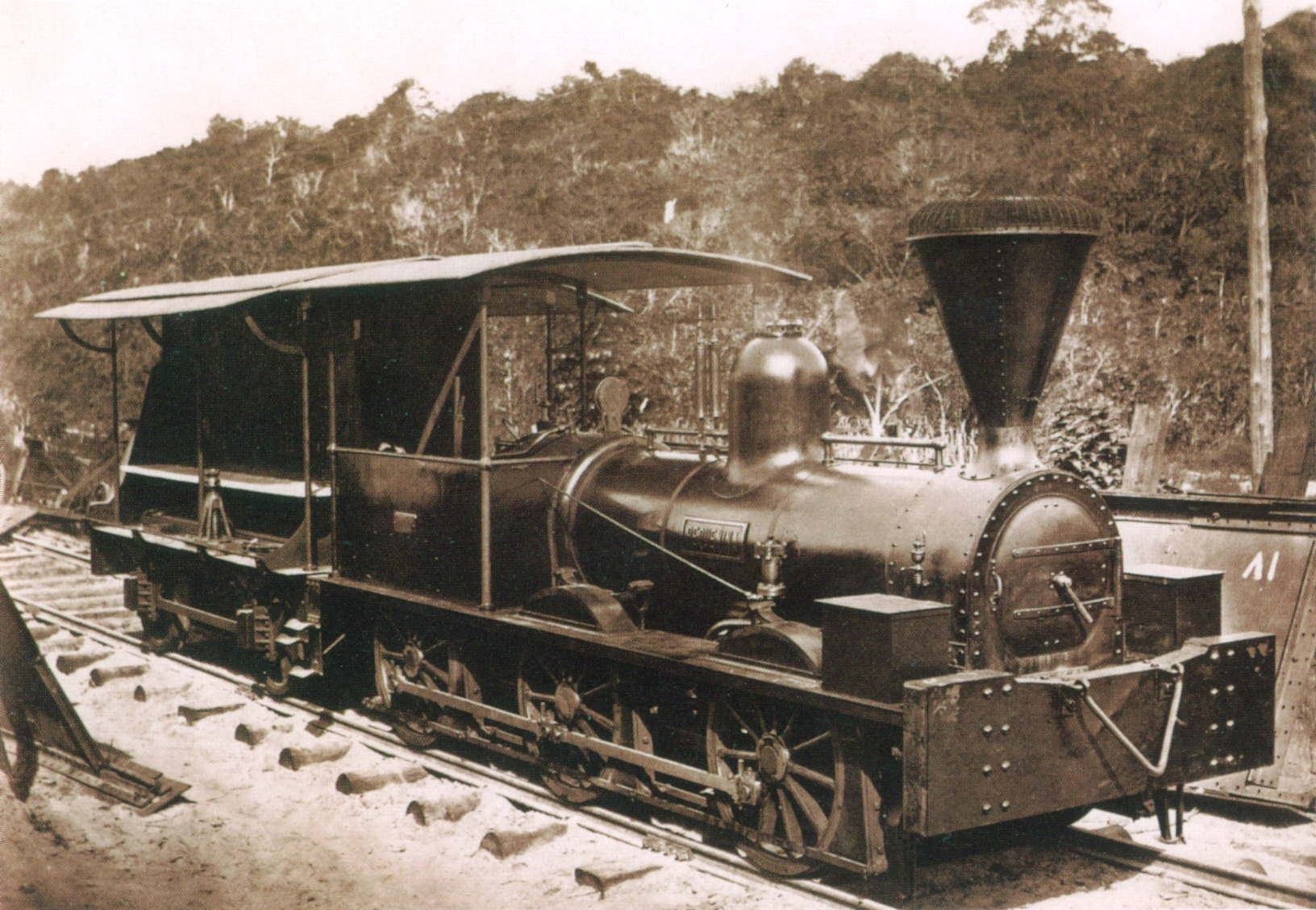
Đầu máy xe lửa Pequenina tại tỉnh Bahia, khoảng năm 1859

Đầu thập niên 1850, Brasil có được ổn định nội bộ và kinh tế phồn vinh. Cơ sở hạ tầng quốc gia được phát triển, việc tiến hành xây dựng các tuyến đường sắt, điện báo và tàu hơi nước giúp liên kết Brasil thành một thực thể quốc gia cố kết. Sau 5 năm cầm quyền, nội các bảo thủ thành công được giải thể và đến tháng 9 năm 1853, thủ lĩnh Đảng Bảo thủ là Hầu tước xứ Paraná-Honório Hermeto Carneiro Leão được giao nhiệm vụ thành lập một nội các mới. Hoàng đế Pedro II muốn thúc đẩy một kế hoạch tham vọng, được gọi là "Sự hòa giải", nhằm mục tiêu tăng cường vị thế của nghị viện trong giải quyết các tranh chấp chính trị của quốc gia.
Hầu tước xứ Paraná mời một số người tự do gia nhập hàng ngũ bảo thủ và đi xa đến mức chỉ định một số người làm bộ trưởng. Nội các mới có thành công cao độ, song gặp trở ngại từ ban đầu trước phản đối mãnh liệt từ các thành viên bảo thủ cực đoan trong Đảng Bảo thủ do họ bác bỏ các thành viên tự do mới trong nội các. Họ cho rằng nội các đã biến thành một cỗ máy chính trị bị phá hoại khi mà các nhân vật tự do đổi phe vốn không thực tâm chia sẻ các tư tưởng của đảng và chủ yếu quan tâm đến việc giành được chức vụ công. Bất chấp hồ nghi này, Bá tước xứ Paraná thể hiện tính kiên cường trong việc đẩy lui các mối đe dọa và khắc phục các chướng ngại và khó khăn. Tuy nhiên, đến tháng 9 năm 1856, Bá tước xứ Paraná đột ngột từ trần tại đỉnh cao sự nghiệp, song nội các tồn tại cho đến tháng 5 năm 1857.
Đảng Bảo thủ bị phân chia làm hai nửa: một bên là những người bảo thủ cực đoan, bên còn lại là những người bảo thủ ôn hòa ủng hộ Hòa giải. Lãnh đạo những người bảo thủ cực đoan là Tử tước xứ Itaboraí- Joaquim Rodrigues Torres, Eusébio de Queirós và Tử tước xứ Uruguai- Paulino Soares de Sousa, họ đều là cựu bộ trưởng trong nội các 1848–1853. Các chính khách lão luyện này nắm quyền kiểm soát Đảng Bảo thủ sau khi Bá tước xứ Paraná từ trần. Trong những năm sau năm 1857, không nội các nào tồn tại được lâu, nguyên do là thiếu thế đa số trong Chúng nghị viện.
Các thành viên còn lại của Đảng Tự do vốn đã suy yếu từ khi đảng sụp đổ vào năm 1848 và khởi nghĩa Praieira vào năm 1849, nay nắm bắt thời cơ được cho là Đảng Bảo thủ sắp sụp đổ để trở lại chính trường quốc gia với sức mạnh mới. Họ giáng một đòn mạnh lên chính phủ khi giành được một số ghế trong Chúng nghị viện vào năm 1860. Khi nhiều người bảo thủ ôn hòa ly khai để hợp nhất với những người tự do nhằm hình thành một chính đảng mới mang tên "Liên minh Tiến bộ", thế nắm giữ quyền lực của phái bảo thủ trở nên không bền vững do thiếu đa số chi phối khả thi trong nghị viện. Nội các từ chức, và đến tháng 5 năm 1862 Pedro II bổ nhiệm một nội các tiến bộ. Giai đoạn từ năm 1853 là một thời kỳ hòa bình và phồn vinh của Brasil: "Hệ thống chính trị vận hành thông suốt. Các quyền tự do dân sự được duy trì. Một sự khởi đầu trong việc đưa các tuyến đường sắt, điện báo và tàu hơi nước đến Brasil. Quốc gia không còn rối loạn do các tranh chấp và xung đột như đã từng bị rung chuyển trong ba mươi năm đầu."

### Chiến tranh Paraguay

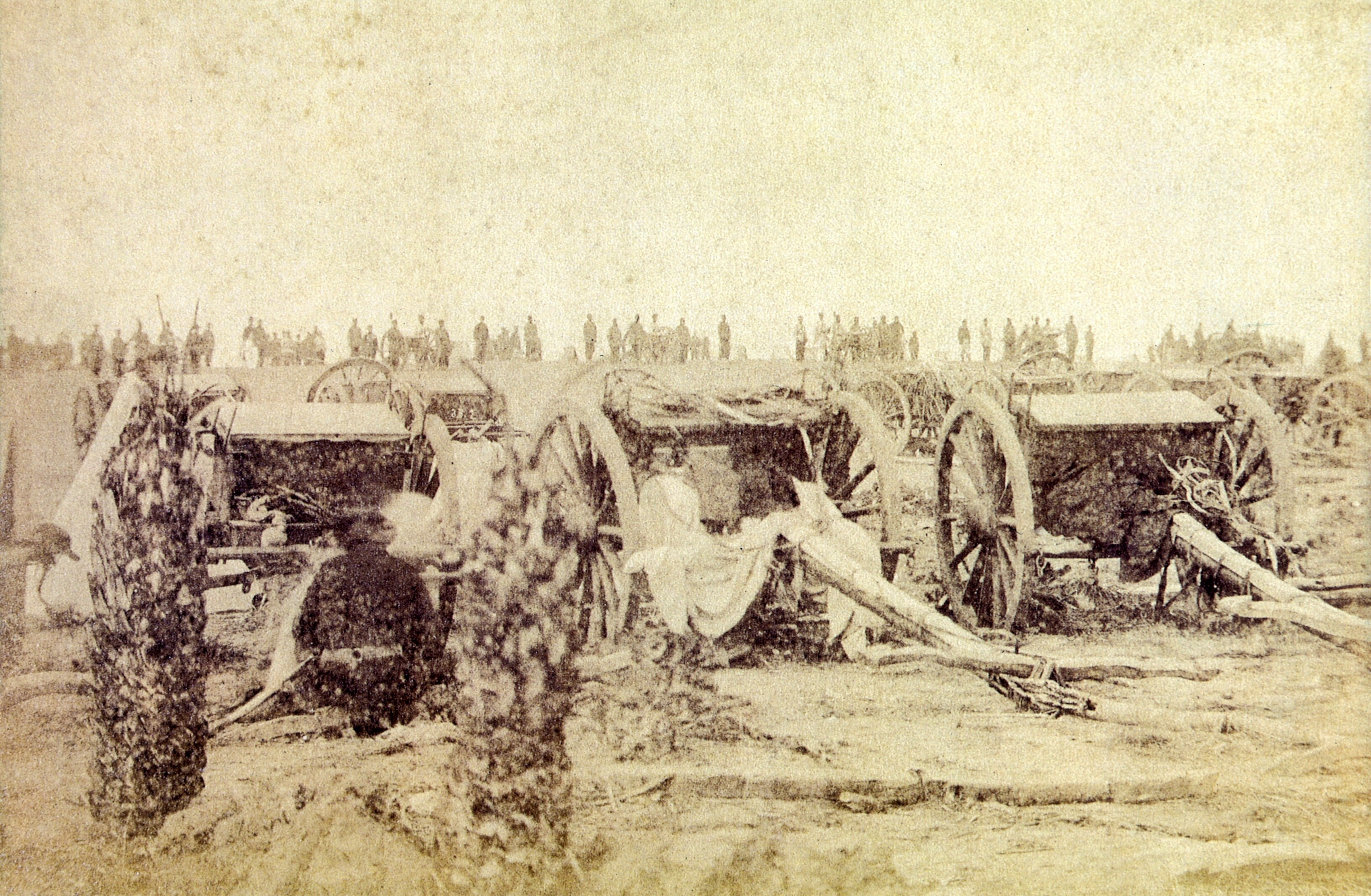
Pháo binh Brasil tại chiến trường trong Chiến tranh Paraguaya, 1866

Giai đoạn tĩnh lặng này kết thúc khi lãnh sự Anh Quốc tại Rio de Janeiro suýt châm ngòi một cuộc chiến giữa Anh Quốc và Brasil. Ông gửi một tối hậu thư gồm các yêu cầu có tính lăng mạ phát sinh từ hai sự kiện nhỏ vào cuối năm 1861 và đầu năm 1862. Chính phủ Brasil cự tuyệt khuất phục, và lãnh sự ban lệnh cho các chiến hạm Anh Quốc bắt giữ các thương thuyền của Brasil làm tài sản bồi thường. Brasil chuẩn bị cho xung đột sắp xảy đến, và lực lượng tuần duyên được cấp phép khai hỏa vào bất kỳ chiến hạm Anh Quốc nào cố tình bắt giữ các thương thuyền của Brasil. Chính phủ Brasil sau đó đoạn tuyệt quan hệ ngoại giao với Anh Quốc vào tháng 6 năm 1863.
Do chiến tranh với Đế quốc Anh còn mơ hồ, Brasil chuyển chú ý của mình đến biên giới phương nam. Cuộc nội chiến khác bắt đầu tại Uruguay khi các chính đảng tại đây kình chống nhau. Xung đột nội bộ tại đó dẫn đến các vụ sát hại người Brasil và tài sản của họ tại Uruguay bị cướp bóc. Nội các tiến bộ của Brasil quyết định can thiệp và phái một đạo quân đi xâm chiếm Uruguay trong tháng 12 năm 1864, khởi đầu Chiến tranh Uruguay ngắn ngủi. Nhà độc tài tại Paraguay láng giềng là Francisco Solano López tận dụng tình thế Uruguay để biến quốc gia của mình thành một cường quốc khu vực. Trong tháng 11 cùng năm, ông lệnh cho bắt giữ một tàu hơi nước dân sự của Brasil, gây nên Chiến tranh Paraguay, và sau đó xâm chiếm Brasil.
Mặc dù ban đầu có vẻ là một cuộc can thiệp quân sự ngắn gọn và đơn giản, song nó diễn biến thành một cuộc chiến toàn diện tại khu vực đông nam của Nam Mỹ. Tuy nhiên, khả năng xung đột trên hai mặt trận (với Anh Quốc và Paraguay) mất dần khi vào tháng 9 năm 1865, chính phủ Anh Quốc cử một phái viên đến xin lỗi công khai về khủng hoảng giữa hai đế quốc. Cuộc xâm chiếm của Paraguay vào năm 1864 dẫn đến một cuộc xung đột lâu hơn dự kiến, và niềm tin vào năng lực của nội các tiến bộ trong việc tiến hành chiến tranh không còn nữa. Ngoài ra, từ khi bắt đầu, Liên minh Tiến bộ đã gặp trở ngại do xung đột nội bộ giữa các phái hình thành từ các cựu thành viên bảo thủ ôn hòa và cựu thành viên tự do.
Nội các từ chức và Hoàng đế bổ nhiệm Tử tước xứ Itaboraí đã lớn tuổi làm người đứng đầu nội các mới vào tháng 7 năm 1868, đánh dấu những người bảo thủ trở lại nắm quyền. Điều này thúc đẩy cả hai phái tiến bộ bỏ sang bên các khác biệt, khiến họ đặt lại tên cho đảng là Đảng Tự do. Một phái tiến bộ thứ ba, nhỏ hơn và cấp tiến đã tuyên bố bản thân ủng hộ chế độ cộng hòa vào năm 1870—một điềm xấu đối với chế độ quân chủ. Tuy thế, "chính phủ nội các do Tử tước xứ Itaboraí thành lập là một thể chế có năng lực vượt xa nội các mà nó thay thế" và xung đột với Paraguay kết thúc trong tháng 3 năm 1870 với thắng lợi toàn thể của Brasil và các đồng minh của họ. Trên 50.000 binh sĩ Brasil thiệt mạng, và phí tổn chiến tranh cao gấp 11 lần so với ngân sách thường niên của chính phủ. Tuy nhiên, do Brasil rất phồn vinh nên chính phủ có thể thoát nợ chiến tranh chỉ trong mười năm. Xung đột cũng kích thích sản xuất quốc gia và tăng trưởng kinh tế.

### Cực thịnh

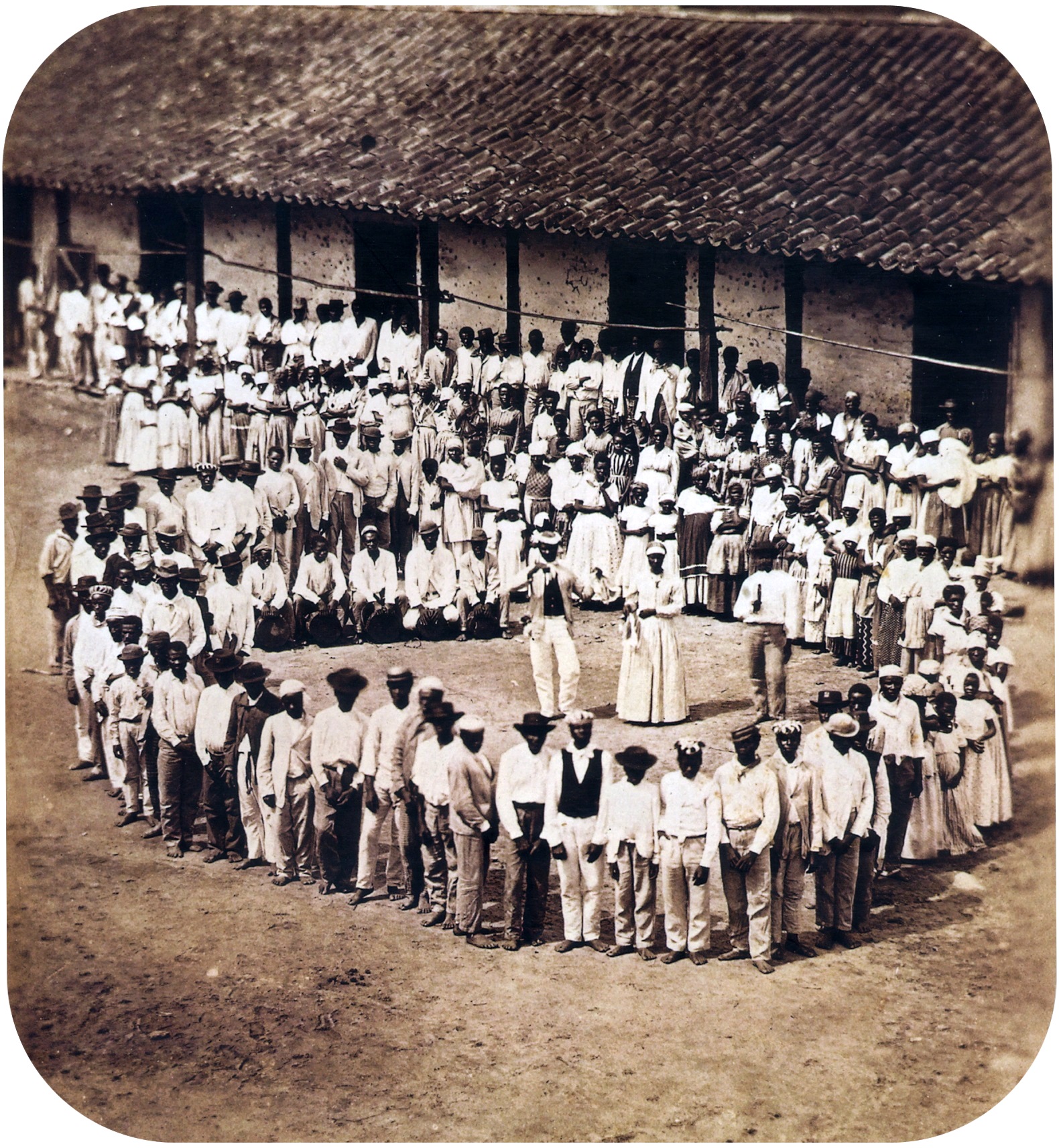
Một nhóm nô lệ lớn tụ tập tại một trang trại thuộc tỉnh Minas Gerais, 1876

Chiến thắng ngoại giao trước Đế quốc Anh và chiến thắng quân sự trước Uruguay vào năm 1865, tiếp đến là kết thúc thắng lợi trong chiến tranh với Paraguay vào năm 1870, đánh dấu khởi đầu "thời đại hoàng kim" của Đế quốc Brasil. Kinh tế Brasil tăng trưởng nhanh chóng; đường sắt, tàu thủy và các dự án hiện đại hóa khác được khởi động; nhập cư phát triển mạnh. Đế quốc bắt đầu được quốc tế biết đến là một quốc gia hiện đại và phồn vinh, chỉ xếp sau Hoa Kỳ tại châu Mỹ; là nơi có kinh tế ổn định về chính trị cùng một tiềm năng đầu tư tốt.
Trong tháng 3 năm 1871, Pedro II bổ nhiệm nhân vật bảo thủ là Tử tước xứ Rio Branco- José Paranhos làm người đứng đầu nội các, mục tiêu chính của người này là thông qua một luật nhằm lập tức giải phóng cho toàn bộ trẻ em sinh ra từ các bà mẹ là nô lệ. Dự luật gây tranh luận này được đưa ra Chúng nghị viện trong tháng 5 và đối diện với một sự phản đối kiên quyết từ khoảng một phần ba số đại biểu ủng hộ, họ còn tạo dư luận quần chúng chống đối. Dự luật cuối cùng được ban hành trong tháng 9 và được gọi là "Luật Ra đời tự do". Tuy nhiên, thành công của Tử tước xứ Rio Branco gây tổn thất nghiêm trọng đến ổn định chính trị trường kỳ của Đế quốc. Điều luật "phân chia những người bảo thủ làm hai nửa, một phái trong đảng ủng hộ các cải cách của nội các Tử tước xứ Rio Branco, trong khi phái thứ hai mang tên escravocratas (lãnh đạo phái ủng hộ chế độ nô lệ) không nguôi phản đối", hình thành một thế hệ bảo thủ cực đoan mới.
"Luật Ra đời tự do" cùng sự ủng hộ của Pedro II dành cho nó khiến lòng trung thành vô điều kiện của những người bảo thủ cực đoan đối với chế độ quân chủ bị mất đi. Đảng Bảo thủ trải qua phân tranh nghiêm trọng từ trước đó, trong thập niên 1850, khi Hoàng đế hoàn toàn ủng hộ chính sách hòa giải và khiến Đảng Tiến bộ nổi lên. Các nhân vật bảo thủ cực đoan dưới sự lãnh đạo của Eusébio, Uruguai và Itaboraí, những người phản đối hòa giải trong thập niên 1850 tuy thế vẫn tin rằng Hoàng đế không thể thiếu chức năng trong hệ thống chính trị: Hoàng đế là người phân xử tối hậu và công bằng khi bế tắc chính trị uy hiếp. Ngược lại, thế hệ bảo thủ cực đoan mới này không trải qua thời kỳ nhiếp chính và những năm đầu Pedro II cai trị, khi các nguy cơ ngoại vụ và nội vụ uy hiếp ngay cả sự tồn tại của quốc gia; họ chỉ biết đến phồn vinh, hòa bình và một chính phủ ổn định. Đối với họ—và với tầng lớp cai trị nói chung—sự hiện diện của một quân chủ trung lập, người có thể giải quyết các tranh chấp chính trị là điều không còn quan trọng. Hơn thế, kể từ khi Pedro II tỏ rõ lập trường chính trị trong vấn đề nô lệ, ông đã làm tổn hại đến vị thế trọng tài trung lập của mình. Những chính trị gia bảo thủ cực đoan trẻ tuổi nhận thấy không có lý do để tán thành hay bảo vệ chức hoàng đế.

### Suy tàn
Các nhược điểm trong chế độ quân chủ mất nhiều năm để hiện rõ, Brasil tiếp tục phồn vinh trong thập niên 1880, với kinh tế và xã hội đều phát triển nhanh chóng, trong đó việc thúc đẩy một cách có tổ chức lần đầu tiên cho nữ quyền (điều tiến triển chậm trong các thập niên sau đó). Ngược lại, các bức thư do Pedro II viết bộc lộ một nam giới trở nên chán đời cùng với độ tuổi, ngày càng xa lánh các sự kiện hiện thực và mang quan điểm bi quan. Ông duy trì tính tỉ mỉ trong thực hiện các nhiệm vụ chính thức của Hoàng đế dù thường không nhiệt tình, song ông không còn tích cực can thiệp nhằm duy trì ổn định trong nước. Ông ngày càng "lãnh đạm với vận mệnh của chế độ" và không hành động để bảo vệ hệ thống đế quốc khi mà nó chịu mối đe dọa, do đó các sử gia quy cho bản thân hoàng đế "chịu trách nhiệm chủ yếu, có thể là duy nhất" cho việc chế độ quân chủ tan vỡ.
Việc thiếu một người kế vị có thể đề xuất một phương hướng mới khả thi cho quốc gia cũng đe dọa đến triển vọng dài hạn của chế độ quân chủ Brasil. Người kế vị của Hoàng đế là con gái cả Isabel, song bà không quan tâm đến, mà cũng không kỳ vọng trở thành quân chủ. Thậm chí dù cho hiến pháp cho phép nữ giới kế vị vương vị, song Brasil vẫn là một xã hội rất truyền thống, do nam giới chi phối, và quan điểm đang phổ biến là chỉ nam giới mới có thể trở thành nguyên thủ quốc gia. Pedro II, giới lãnh đạo và tổ chức chính trị mở rộng đều nhận định một nữ giới kế vị là điều không thích hợp, và bản thân Pedro II cho rằng việc hai con trai của ông mất và thiếu nam giới kế vị là một tín hiệu rằng Đế quốc đã được định sẵn là bị thay thế.
Một hoàng đế chán nản không còn quan tâm đến vương vị, một người thừa kế không mong muốn nhậm chức, một tầng lớp cầm quyền ngày càng bất mãn, tất cả các nhân tố này báo trước sự diệt vong sắp tới của đế quốc. Các biện pháp để hoàn thành phế truất hệ thống đế quốc sẽ sớm xuất hiện trong hàng ngũ quân đội. Chủ nghĩa cộng hòa chưa bao giờ phát triển mạnh tại Brasil, ngoại trừ các giới tinh hoa nhất định, và có ít sự ủng hộ tại các tỉnh. Tuy nhiên, có sự gia tăng kết hợp các tư tưởng cộng hòa và thực chứng trong hàng ngũ sĩ quan cao cấp và trung cấp trong quân đội, khiến bắt đầu hình thành một mối đe dọa nghiêm trọng đối với chế độ quân chủ. Các sĩ quan này ủng hộ một chế độ độc tài cộng hòa, họ cho rằng nó ưu việt so với chế độ quân chủ dân chủ tự do. Bắt đầu bằng những hành động bất phục tùng nhỏ khởi đầu trong thập niên 1880, bất mãn trong quân đội phát triển về phạm vi và mức táo bạo trong thập niên, khi Hoàng đế không quan tâm và các chính trị gia tỏ ra bất lực trong việc tái lập quyền lực của chính phủ đối với quân đội.

### Sụp đổ

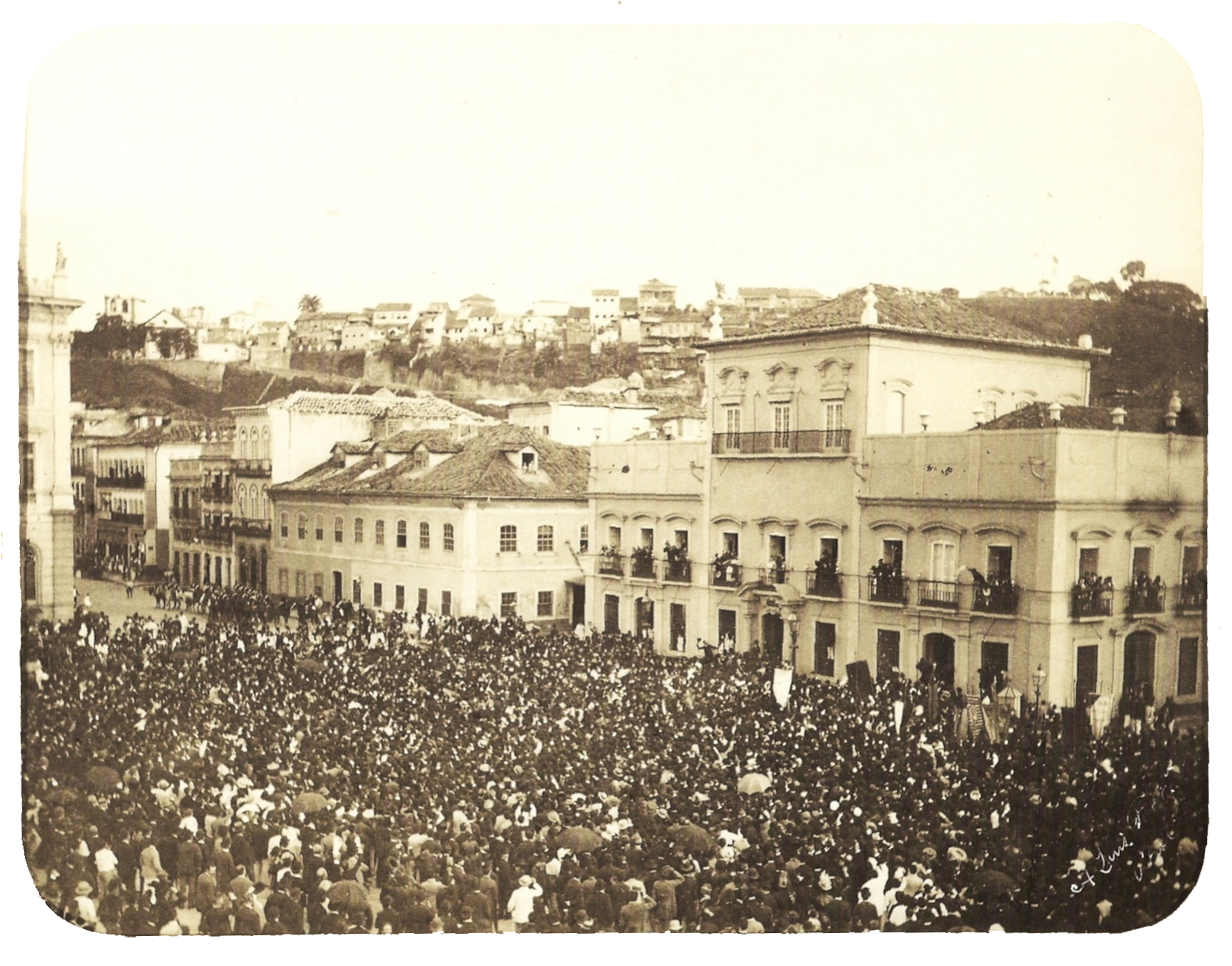
Khoảnh khắc sau khi ký đạo luật bãi bỏ chế độ nô lệ, Hoàng nữ Isabel được đám đông quần chúng dưới phố hoan hô

Brasil có được uy tín quốc tế đáng kể trong những năm cuối thời kỳ đế quốc và đã trở thành một cường quốc mới nổi trên trường quốc tế. Trong khi Pedro II được điều trị y tế tại châu Âu, Đạo luật Hoàng kim được nghị viện thông qua, và Hoàng nữ Isabel ký vào ngày 13 tháng 5 năm 1888, theo đó hoàn toàn bãi bỏ chế độ nô lệ tại Brasil. Các dự đoán về đổ vỡ kinh tế và lao động bắt nguồn từ động thái bãi nô tỏ ra không có cơ sở. Tuy thế, việc kết thúc chế độ nô lệ là cú đánh cuối cùng vào bất kỳ niềm tin còn lại nào vào tính trung lập của quân chủ, và điều này dẫn đến việc những người bảo thủ cực đoan dứt khoát chuyển sang ủng hộ chủ nghĩa cộng hòa, bản thân họ nhận được ủng hộ từ các chủ trại cà phê giàu có và quyền lực, một thế lực nắm giữ quyền lực lớn về chính trị, kinh tế và xã hội trong nước.
Nhằm ngăn chặn phản ứng dữ dội từ những người cộng hòa, chính phủ khai thác tín dụng sẵn có trong nước để thúc đẩy phát triển hơn nữa. Chính phủ mở rộng các khoản vay lớn với lãi suất ưu đãi cho các chủ sở hữu đồn điền và ban tặng hào phóng các tước hiệu cũng như các vinh dự nhỏ hơn để lấy lòng các nhân vật chính trị có ảnh hưởng vốn đã trở nên bất mãn. Chính phủ cũng gián tiếp bắt đầu giải quyết vấn đề quân đội ngoan cố bằng việc hồi sinh Vệ binh quốc gia đang hấp hối, khi đó là một thực thể hầu như chỉ tồn tại trong văn kiện.
Các biện pháp mà chính phủ thi hành báo động những người cộng hòa dân sự và phái thực chứng trong quân đội. Những người cộng hòa nhận thấy rằng động thái này sẽ làm hao mòn ủng hộ dành cho các mục tiêu của họ, và trở nên táo bạo hành động hơn nữa. Nội các bắt đầu tái tổ chức Vệ binh quốc gia vào tháng 8 năm 1889, và lập nên một lực lượng kình địch khiến những người bất mãn trong giới sĩ quan cân nhắc các biện pháp liều lĩnh. Đối với cả hai nhóm cộng hòa và quân đội, tình thế nay trở thành "bây giờ hoặc không bao giờ". Mặc dù đa số người Brasil không mưu cầu thay đổi chính thể quốc gia, song những người cộng hòa bắt đầu áp lực lên các sĩ quan quân đội nhằm phế truất chế độ quân chủ.
Họ tiến hành một cuộc đảo chính và lập nên chế độ cộng hòa vào ngày 15 tháng 11 năm 1889. Một vài người chứng kiến điều xảy ra song không nhận biết được đây là một hành động nổi loạn. Sử gia Lídia Besouchet lưu ý rằng "hiếm có cuộc cách mạng nào nhỏ đến vậy." Trong suốt cuộc đảo chính, Pedro II không thể hiện xúc động, như thể không quan tâm về kết quả. Ông bác bỏ tất cả các đề nghị đàn áp nổi loạn đến từ các chính trị gia và thủ lĩnh quân đội. Hoàng đế và gia đình bị đưa đi lưu vong vào ngày 17 tháng 11. Mặc dù có phản công từ lực lượng bảo hoàng sau khi đế quốc sụp đổ, song bị đàn áp hoàn toàn, và Pedro II cùng con gái ông đều không ủng hộ phục vị. Mặc dù không biết về kế hoạch đảo chính, song khi nó xảy ra và căn cứ sự chấp thuận thụ động tình thế của Hoàng đế, giới chính trị ủng hộ kết thúc chế độ quân chủ để lập chế độ cộng hòa. Họ không biết rằng mục tiêu của những thủ lĩnh đảo chính là lập ra một chế độ cộng hòa độc tài thay vì một chế độ cộng hòa tổng thống hay nghị viện.

## Chính phủ

### Nghị viện

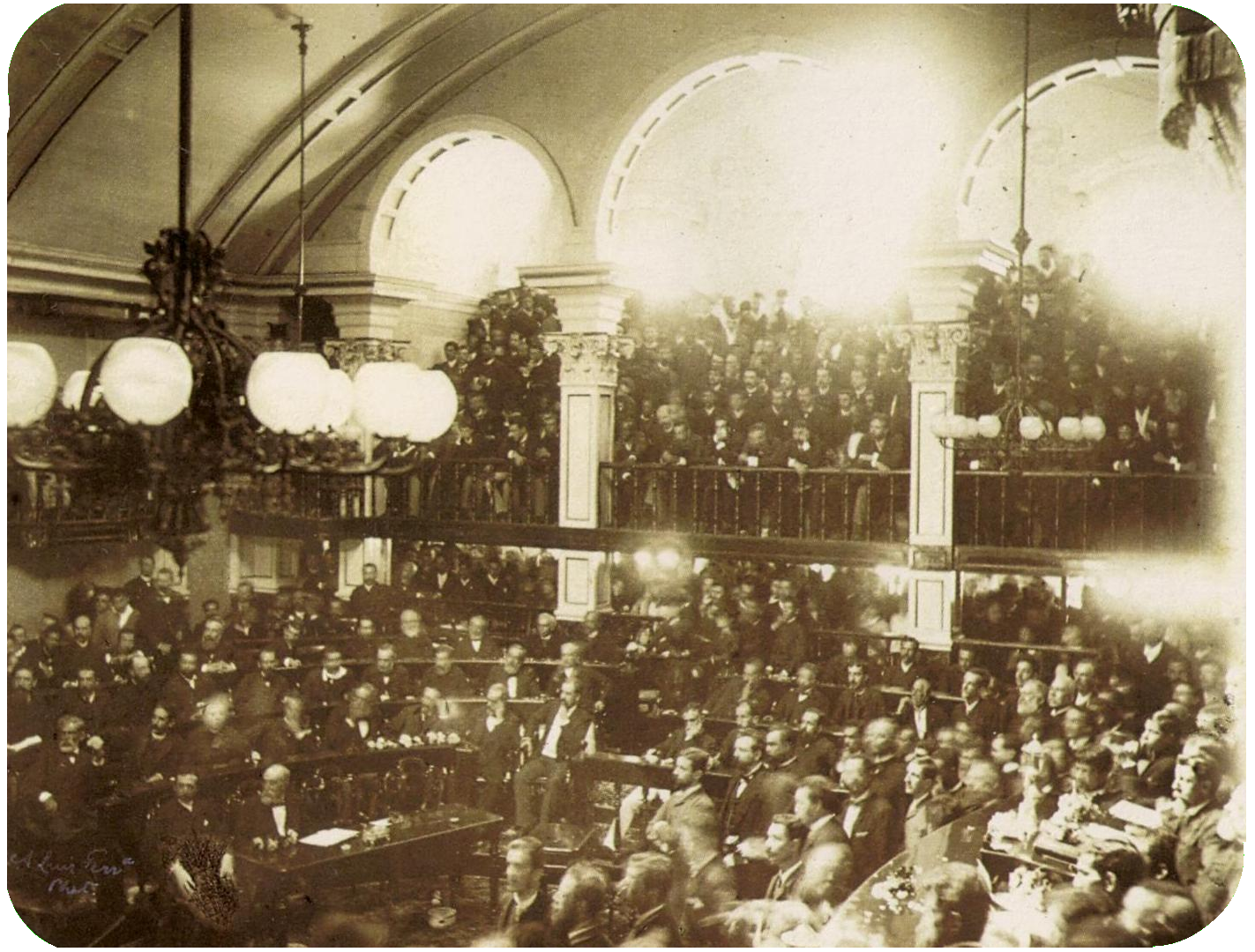
Tham nghị viện Brasil, 1888. Các nghị sĩ bỏ phiếu về Đạo luật Hoàng kim

Điều 2 của Hiến pháp Brasil xác định vị thế của Hoàng đế và Assembleia Geral (Đại hội đồng hay Nghị viện), cơ cấu này vào năm 1824 gồm có 50 tham nghị viên (thượng nghị sĩ) và 102 chúng nghị viên (hạ nghị sĩ), là các đại biểu của quốc dân. Hiến pháp cung cấp vị thế và quyền lực cho Nghị viện, và lập ra các nhánh lập pháp, thẩm tra, hành pháp và tư pháp làm "các phái đoàn quốc dân" với quyền lực riêng biệt được dự tính là cân bằng nhằm hỗ trợ hiến pháp và các quyền lợi mà chúng nắm giữ.
Cơ quan lập pháp được ban các đặc quyền và quyền lực trong Hiến pháp, đồng nghĩa là nó có thể và sẽ đóng vai trò lớn và không thể thiếu trong hoạt động của chính phủ—nó không chỉ là cỗ máy biểu quyết. Chỉ duy Đại hội đồng có thể ban hành, thu hồi, giải thích và đình chỉ các luật theo Điều 13 của Hiến pháp. Cơ quan lập pháp cũng giữ quyền lực ngân sách và được yêu cầu ủy quyền chi tiêu và thuế hàng năm. Chỉ cơ cấu này có thể phê chuẩn và thực thi giám sát các khoản vay và nợ của chính phủ. Các trách nhiệm khác được giao phó cho Đại hội đồng bao gồm quyết định quy mô của lực lượng quân sự, lập các chức vụ trong chính phủ, kiểm tra phúc lợi quốc gia và đảm bảo rằng chính phủ được điều hành phù hợp với Hiến pháp. Điều khoản cuối cùng này cho phép cơ quan lập pháp mở rộng thẩm quyền để thẩm tra và tranh luận chính sách và điều hành của chính phủ.
Về vấn đề chính sách đối ngoại, Hiến pháp (theo Điều 102) yêu cầu rằng Đại hội đồng được tham vấn về tuyên chiến, các hiệp định và chỉ đạo quan hệ quốc tế. Một nhà lập pháp kiên quyết có thể tận dụng các điều khoản hiến pháp để ngăn chặn hoặc hạn chế các quyết định của chính phủ, tác động đến việc bổ nhiệm và buộc tái xét các chính sách.
Trong các phiên họp kéo dài bốn tháng mỗi năm, Đại hội đồng tiến hành thảo luận công khai. Chúng được thông báo rộng rãi và hình thành một diễn đàn quốc gia để biểu lộ mối quan tâm của công chúng từ toàn bộ các địa phương trong nước. Nó thường xuyên là một nơi để biểu thị phản đối các chính sách và trình bày các bất bình. Các nhà lập pháp được miễn truy tố đối với các phát biểu trong phòng họp và thực thi nhiệm vụ của mình. Chỉ có phòng thẩm phán trong Đại hội đồng có thể ra lệnh bắt giữ một thành viên trong nhiệm kỳ của người đó. "Khi không phải chịu trách nhiệm thực khi thi hành công vụ thực tế, các nhà lập pháp được tự do đề xuất các cải cách bao quát, tán thành các giải pháp lý tưởng, tố cáo hành vi gây hại và cơ hội của chính phủ."

### Hoàng đế và hội đồng bộ trưởng

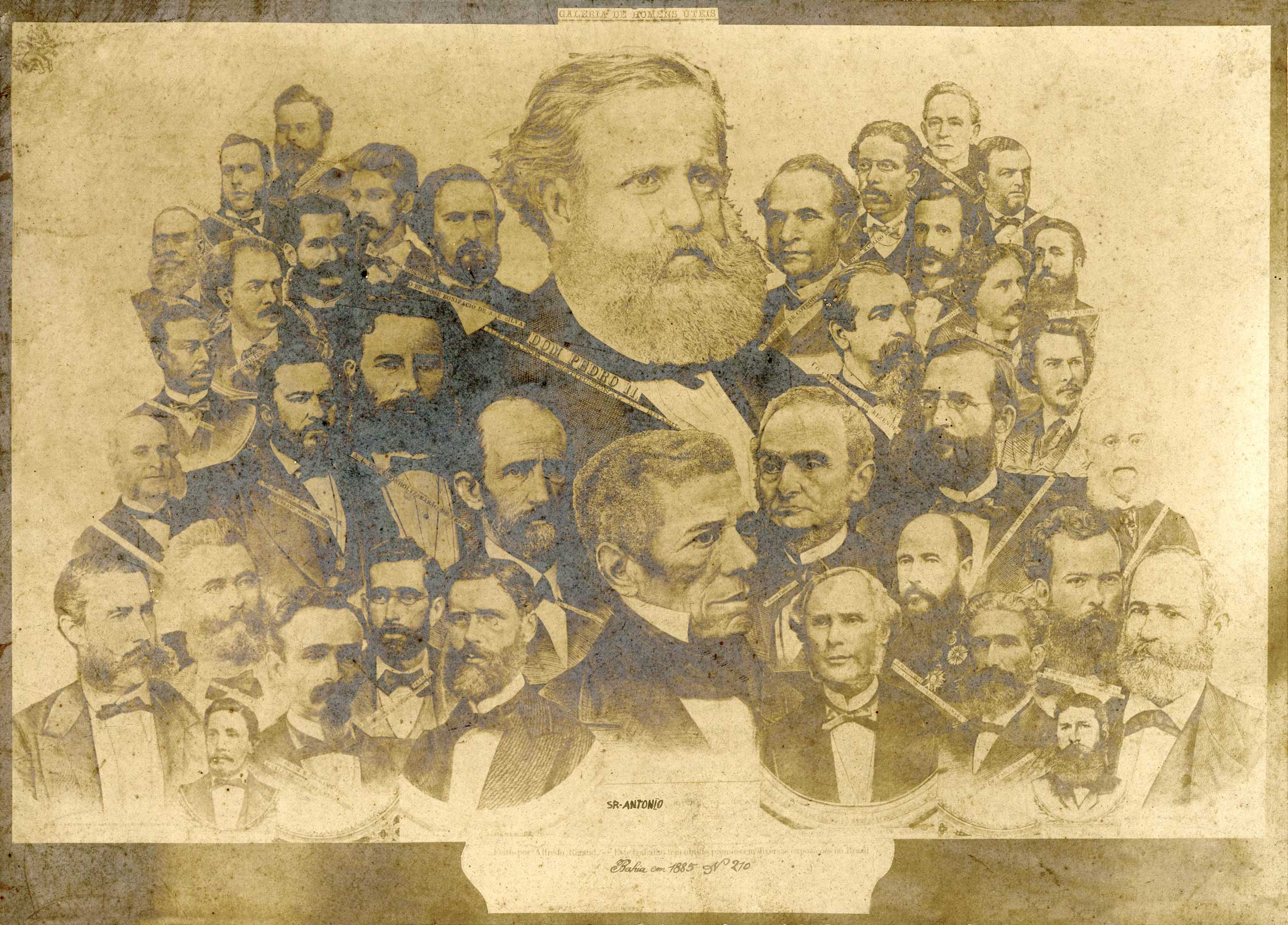
Các chính trị gia nổi bật và nhân vật quốc gia vây quanh Hoàng đế Pedro II, khoảng năm 1875

Hoàng đế đứng đầu nhánh thẩm tra và hành pháp (lần lượt được hỗ trợ từ Hội đồng Quốc gia và Hội đồng Bộ trưởng); ông có tiếng nói quyết định và quyền lực tối hậu đối với chính phủ quốc gia. Ông có nhiệm vụ đảm bảo độc lập và ổn định của quốc gia. Hiến pháp (Điều 101) trao cho ông rất ít cách thức để áp đặt ý chí của bản thân lên Đại hội đồng, trong đó ông có quyền giải tán hoặc kéo dài các phiên họp của cơ quan lập pháp. Tại Tham nghị viện, hoàng đế có một quyền lực là bổ nhiệm các nghị viên song điều này không nhất thiết nâng cao ảnh hưởng của ông do các nghị viên giữ chức trọn đời và do đó thoát khỏi áp lực từ chính phủ một khi họ được phê chuẩn. Trong những lần Chúng nghị viện bị giải tán, các cuộc bầu cử mới được yêu cầu tổ chức lập tức và khóa nghị viên mới được bầu ra. "Quyền lực này hữu hiệu do bảo lưu một mối đe dọa. Nó không thể dùng được nhiều lần, cũng không thể được sử dụng để mang thuận lợi cho hoàng đế."
Trong thời gian trị vì của Pedro I, Chúng nghị viện chưa từng bị giải tán và các phiên họp lập pháp chưa từng phải kéo dài hay bị hoãn. Dưới thời Pedro II, Chúng nghị viện chỉ từng bị giải tán theo thỉnh cầu của Chủ tịch Hội đồng Bộ trưởng (Thủ tướng). Tổng thể có 11 lần giải thể Chúng nghị viện trong thời Pedro II cai trị, trong số đó 10 lần là sau khi tham khảo với Hội đồng Quốc gia, là điều nằm ngoài yêu cầu của Hiến pháp. Thế cân bằng quyền lực theo hiến pháp tồn tại giữa Đại hội đồng và nhánh hành pháp dưới quyền Hoàng đế. Cơ quan lập pháp không thể tự vận hành và quân chủ không thể áp đặt ý chí của mình cho Đại hội đồng. Hệ thống hoạt động trơn chu chỉ khi Đại hội đồng và Hoàng đế hành động trên tinh thần hợp tác vì lợi ích quốc gia.
Có thêm một nhân tố mới khi chức vụ "Chủ tịch Hội đồng Bộ trưởng" chính thức được lập ra vào năm 1847—song đã tồn tại trên thực tiễn từ năm 1843. Chủ tịch có địa vị trong đảng của mình và trước Hoàng đế, và chúng đôi khi có thể xung đột. Thủ lĩnh bãi nô và sử gia thế kỷ 19 Joaquim Nabuco nói rằng "Chủ tịch Hội đồng tại Brasil không phải như Thủ tướng Nga khi là thuộc hạ của quân chủ, cũng không như Thủ tướng Anh Quốc khi chỉ thực hiện theo ủy thác của Thứ dân viện: ủy nhiệm của quân chủ đối với ông cần thiết và quan trọng như ủy nhiệm của Nghị viện, và nhằm sử dụng an toàn chức trách của mình, ông đã kiềm chế tính thất thường, sự lưỡng lự và tham vọng của nghị viện, cũng như luôn duy trì bất biến sự ủng hộ, thiện ý của hoàng đế."

### Chính quyền cấp tỉnh và địa phương
Hiến pháp năm 1824 tạo ra Conselho Geral de Província (Đại hội đồng cấp tỉnh), là cơ quan lập pháp của các tỉnh. Hội đồng này gồm có 21 hoặc 13 thành viên được tuyển cử, tùy thuộc quy mô dân số các tỉnh. Toàn bộ "nghị quyết" (luật) do các hội đồng này lập ra cần được Đại hội đồng quốc gia phê chuẩn, không có quyền thượng tố. Các hội đồng cấp tỉnh cũng không có quyền tăng thu thuế, và ngân sách của họ do Đại hội đồng thảo luận và phê chuẩn. Các tỉnh không có quyền tự trị và hoàn toàn phụ thuộc chính phủ quốc gia.
Theo Đạo luật tu chính án năm 1834, các đại hội đồng cấp tỉnh bị thay thế bằng Assembleias Legislativas Provinciais (Hội đồng lập pháp cấp tỉnh). Các hội đồng mới này được hưởng quyền tự trị lớn hơn từ chính phủ quốc gia. Một hội đồng lập pháp cấp tỉnh gồm có 36, 28 hoặc 20 đại biểu được tuyển cử, số lượng tùy theo quy mô dân số. Bầu cử đại biểu cấp tỉnh theo thủ tục tương tự như bầu cử đại biểu Chúng nghị viện.
Trách nhiệm của hội đồng lập pháp cấp tỉnh bao gồm xác định ngân sách cấp tỉnh và địa phương, đánh thuế cần thiết để hỗ trợ chúng; chu cấp cho các trường tiểu học và trung học (giáo dục bậc đại học là trách nhiệm của chính phủ quốc gia); kiểm tra và giám sát chi tiêu cấp tỉnh và địa phương; chu cấp cho việc thực thi pháp luật và duy trì lực lượng cảnh sát. Các hội đồng cũng kiểm soát việc thiết lập và bãi bỏ, cùng với lương cho các chức vụ công vụ cấp tỉnh và địa phương. Việc bổ nhiệm, đình chỉ và sa thải các công vụ viên dành riêng cho chủ tịch (thống đốc) của tỉnh, song cách thức và hoàn cảnh thi hành cần do hội đồng hoạch định. Việc trưng dụng tài sản cá nhân (đền bù bằng tiền) vì lợi ích của tỉnh và địa phương cũng là một quyền của hội đồng. Trên thực tế, hội đồng cấp tỉnh có thể ban hành bất kỳ loại luật nào mà không cần Nghị viện phê chuẩn, chừng nào những luật địa phương này không vi phạm hoặc xâm phạm Hiến pháp. Tuy nhiên, các tỉnh không được phép lập pháp trên các lĩnh vực luật hình sự, luật tố tụng hình sự, các quyền dân sự và các nghĩa vụ, lực lượng vũ trang, ngân sách quốc gia và các vấn đề liên quan đến lợi ích quốc gia như quan hệ đối ngoại.
Chính phủ quốc gia bổ nhiệm các chủ tịch tỉnh, và theo lý thuyết họ chịu trách nhiệm cai quản tỉnh. Tuy nhiên, trên thực tế quyền lực của họ là vô hình, khác biệt giữa các tỉnh dựa trên mức độ quan hệ của chủ tịch. Do chính phủ quốc gia muốn đảm bảo lòng trung thành của các chủ tịch tỉnh, trong hầu hết trường hợp những người này được phái đến một tỉnh mà họ không có các quan hệ chính trị, gia đình và các quan hệ khác. Nhằm ngăn chặn họ phát triển bất kỳ lợi ích hay ủng hộ địa phương mạnh mẽ nào, các chủ tịch bị giới hạn nhiệm kỳ chỉ trong vài tháng. Do các chủ tịch thường dành một lượng lớn thời gian bên ngoài tỉnh, thường đi đến tỉnh quê hương của họ hoặc đến thủ đô, thống đốc "thực tế" là phó chủ tịch, người này do hội đồng cấp tỉnh lựa chọn và thường là một chính trị gia địa phương. Do quyền lực hạn chế không thể làm yếu đi quyền tự trị cấp tỉnh, chủ tịch là một đại lý của chính phủ trung ương với ít trách nhiệm ngoài việc truyền đạt các quan tâm của trung ương đến các đầu sỏ chính trị trong tỉnh. Các chủ tịch có thể được chính phủ quốc gia sử dụng để tác động đến các cuộc bầu cử hay thậm chí là gian lận, song tác động mà chủ tịch đạt được dựa vào các chính trị gia cấp tỉnh và địa phương thuộc cùng chính đảng với ông ta. Sự phụ thuộc lẫn nhau này tạo ra một mối quan hệ phức tạp, dựa trên trao đổi ân huệ, lợi ích cá nhân, mục tiêu của đảng, thương lượng và các vận động chính trị khác.
Câmara municipal (hội đồng đô thị) là cơ cấu quản lý tại các thị trấn và thành phố, tồn tại từ khi bắt đầu thời kỳ thuộc địa trong thế kỷ 16. Cơ cấu bao gồm vereadores (nghị viên hội đồng), số lượng tùy theo quy mô đô thị. Không như Đại hội đồng cấp tỉnh, Hiến pháp trao cho các hội đồng đô thị quyền tự trị lớn. Tuy nhiên, khi Hội đồng lập pháp cấp tỉnh thay thế Đại hội đồng cấp tỉnh vào năm 1834, nhiều quyền của các hội đồng đô thị (trong đó có định ngân sách đô thị, giám sát chi tiêu, tạo việc làm, và bổ nhiệm công vụ viên) được chuyển cho chính phủ cấp tỉnh. Thêm vào đó, bất kỳ luật nào do hội đồng đô thị ban hành cần phải được hội đồng cấp tỉnh phê chuẩn, thay vì Nghị viện. Theo Tu chính án năm 1834, các tỉnh được trao quyền tự trị lớn hơn, các quyền tự trị còn lại của đô thị bị chuyển cho chính quyền cấp tỉnh. Không có chức vụ thị trưởng, và hội đồng đô thị và chủ tịch của hội đồng tiến hành quản lý đô thị.

### Bầu cử

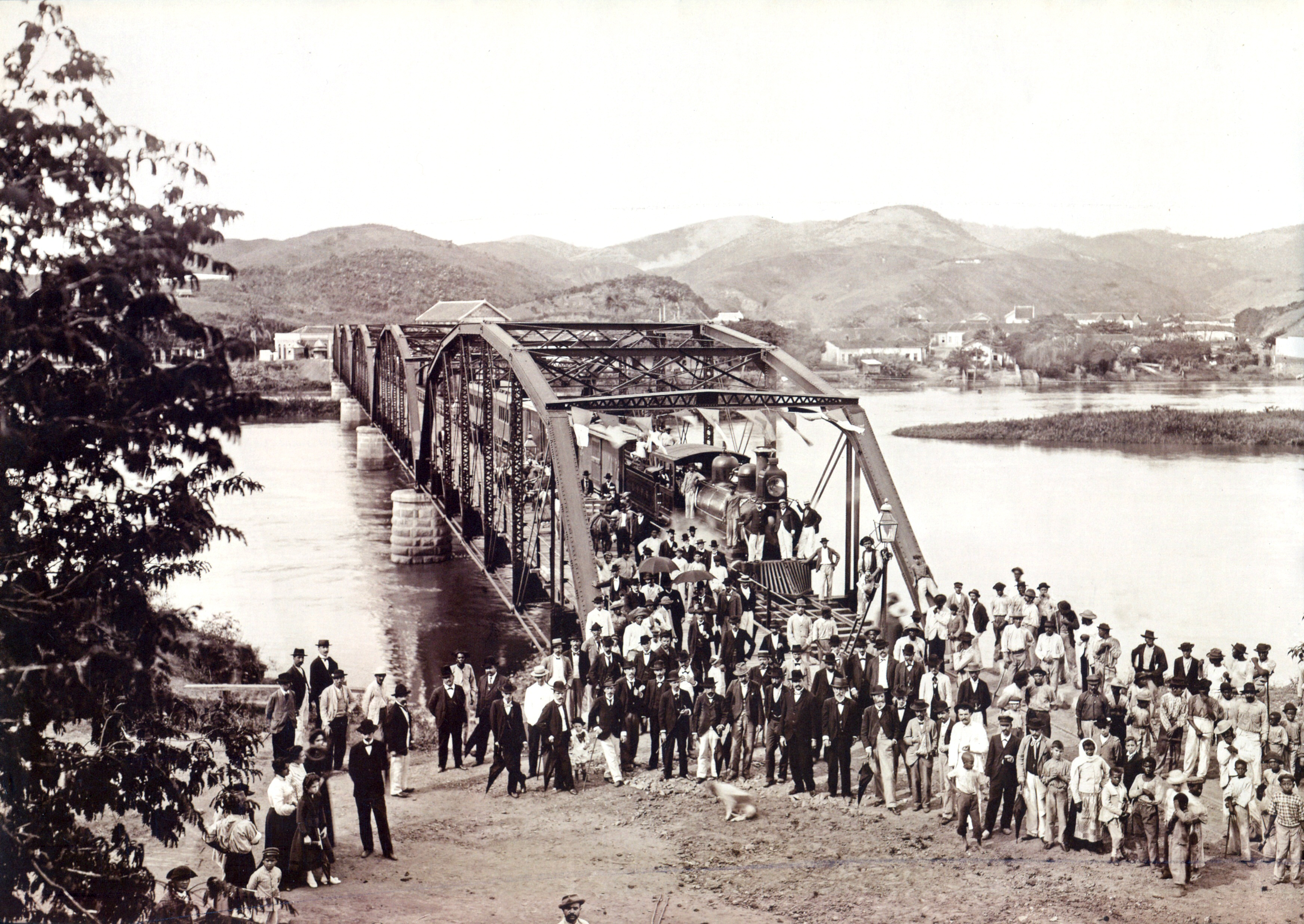
Những người da trắng và da đen tụ tập tại tỉnh Rio de Janeiro, khoảng năm 1888. Các cuộc bầu cử trong thế kỷ 19 tại Brasil rất dân chủ so với đương thời, song bị cản trở do gian lận

Cho đến năm 1881, đi bầu cử mang tính cưỡng chế và các cuộc bầu cử diễn ra trong hai giai đoạn. Trong giai đoạn đầu các cử tri lựa chọn đại biểu cử tri, những người này sau đó chọn một danh sách các ứng cử viên tham nghị sĩ. Hoàng đế sẽ lựa chọn một tham nghị sĩ mới (thành viên Tham nghị viện, tức Thượng nghị viện) từ một danh sách gồm ba ứng cử viên nhận được số phiếu cao nhất. Các đại biểu cử tri cũng chọn ra các chúng nghị sĩ (thành viên Chúng nghị viện, tức hạ nghị viện), các đại biểu cấp tỉnh (thành viên hội đồng cấp tỉnh) và thành viên hội đồng đô thị mà không có sự can dự của Hoàng đế trong việc đưa ra lựa chọn cuối cùng. Toàn bộ nam giới trên 25 tuổi có thu nhập hàng năm ít nhất là Rs 100$000 (hay 100.000 réis; tương đương vào năm 1824 với 98 USD) đủ điều kiện bầu cử trong giai đoạn đầu. Tuổi bầu cử hạ xuống còn 21 đối với nam giới đã kết hôn. Để trở thành một đại biểu cử tri, cần phải có thu nhập hàng năm ít nhất là Rs 200$000.
Hệ thống bầu cử Brasil tương đối dân chủ tại thời kỳ mà bầu cử gián tiếp là điều phổ biến tại các quốc gia dân chủ. Yêu cầu thu nhập tại Anh Quốc ở mức cao hơn nhiều, kể cả sau các cải cách năm 1832 tại đó. Đương thời chỉ có Pháp và Thụy Sĩ là không yêu cầu mức thu nhập tối thiểu làm điều kiện bỏ phiếu, song tại những nơi này quyền phổ thông đầu phiếu được thi hành chỉ từ năm 1848. Có thể đã không có quốc gia châu Âu nào vào đương thời có pháp luật tự do như Brasil. Yêu cầu thu nhập thấp đủ để bất kỳ nam công dân nào có việc làm đều đủ tư cách bầu cử. Thí dụ, người làm công dân sự có mức lương thấp nhất vào năm 1876 là một người gác cổng với thu nhập Rs 600$000 mỗi năm.
Hầu hết cử tri tại Brasil có thu nhập thấp. Thí dụ, tại thị trấn Formiga của Minas Gerais vào năm 1876, người nghèo chiếm đến 70% toàn bộ cử tri. Tại Irajá thuộc tỉnh Rio de Janeiro, tỷ lệ người nghèo chiếm 87% toàn bộ cử tri. Các cựu nô lệ không thể bầu cử, song con cháu họ có thể, do có thể mù chữ  (là điều một vài quốc gia cho phép). Năm 1872, 10,8% cư dân Brasil bỏ phiếu (13% cư dân phi nô lệ). Để so sánh, mức độ tham gia của cử tri tại Anh Quốc vào năm 1870 là 7% tổng dân số; tại Ý là 2%; tại Bồ Đào Nha là 9%; và tại Hà Lan là 2,5%. Năm 1832, tức năm Anh Quốc cải cách bầu cử, 3% cư dân Anh Quốc đi bầu. Các cải cách tiếp theo vào năm 1867 và năm 1884 làm tăng tỷ lệ cử tri tham gia tại Anh Quốc lên 15% cư dân.
Mặc dù gian lận bầu cử là điều phổ biến, song nó không bị Hoàng đế, các chính trị gia và nhà quan sát đương thời lờ đi. Vấn đề được nhận định là có quy mô lớn và họ tiến hành các nỗ lực để khắc phục sự lạm dụng, với pháp chế (bao gồm các cải cách bầu cử năm 1855, 1875 và 1881) liên tiếp được ban hành để đấu tranh với gian lận. Các cải cách vào năm 1881 dẫn đến thay đổi đáng kể: chúng loại bỏ hệ thống bầu cử hai giai đoạn, thi hành bầu cử trực tiếp và không cưỡng chế, và cho phép các cựu nô lệ bỏ phiếu và ban quyền bầu cử cho những người phi Công giáo. Ngược lại, các công dân mù chữ không còn được phép bỏ phiếu. Tỷ lệ tham gia bầu cử giảm từ 13% xuống chỉ còn 0,8% vào năm 1886. Năm 1889, khoảng 15% dân số Brasil có thể đọc và viết, do đó tước quyền bầu cử của người mù chữ không phải là cách giải thích duy nhất cho việc tỷ lệ bỏ phiếu giảm đột ngột. Việc ngừng cưỡng bách bỏ phiếu và cử tri thờ ơ có thể là các yếu tố đáng kể góp phần giảm số lượng người đi bầu.

### Lực lượng vũ trang

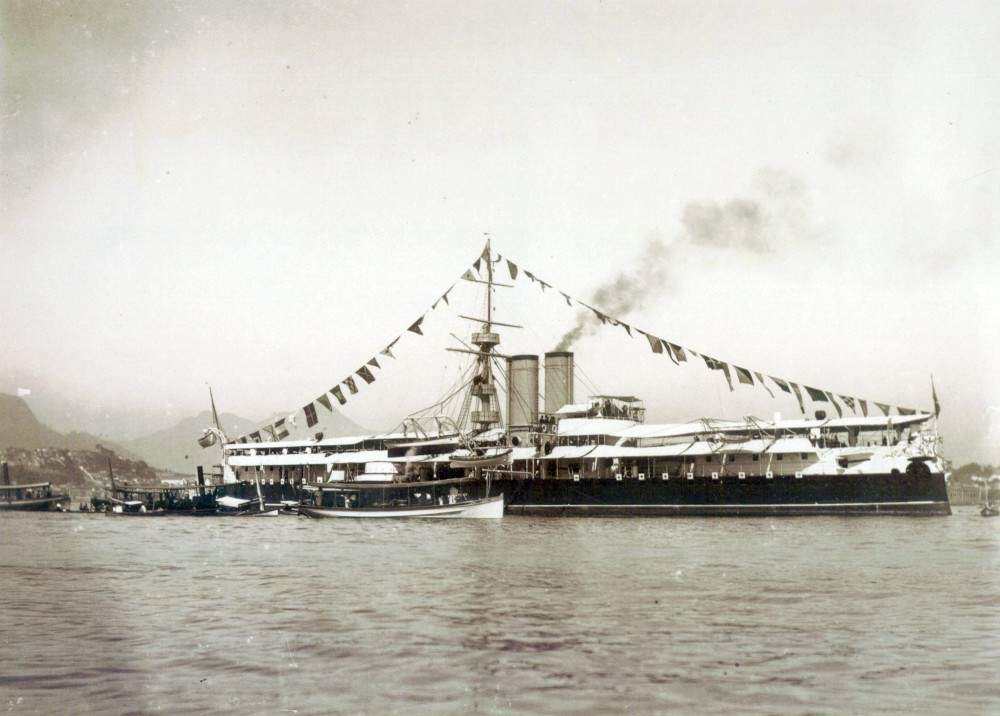
Chiến hạm bọc thép Riachuelo của Brasil, 1885

Theo Điều 102 và 148 trong Hiến pháp, Lực lượng vũ trang Brasil phụ thuộc Hoàng đế do ông giữ chức vụ tổng tư lệnh. Giúp đỡ cho Hoàng đế là các bộ trưởng chiến tranh và hải quân trong các sự vụ liên quan đến lục quân và hải quân- mặc dù Chủ tịch Hội đồng Bộ trưởng trên thực tế thường xuyên tiến hành giám sát hai nhánh này. Các bộ trưởng chiến tranh và hải quân hầu hết là quan chức dân sự, chỉ có vài ngoại lệ.
Quân đội được tổ chức theo quy tắc tương tự như lực lượng vũ trang Anh Quốc và Hoa Kỳ vào đương thời, theo đó một lục quân thường trực quy mô nhỏ có thể nhanh chóng tăng sức mạnh trong tình trạng khẩn cấp từ một lực lượng dân quân dự bị (tại Brasil là Vệ binh quốc gia). Phòng tuyến đầu của Brasil dựa trên một lực lượng hải quân lớn và hùng mạnh để bảo vệ chống lại các cuộc tấn công của ngoại quốc. Do là một vấn đề chính sách, quân đội hoàn toàn tuân lệnh chính phủ dân sự và duy trì độc lập khỏi tham dự các quyết định chính trị.
Quân nhân được phép tranh cử và phục vụ các chức vụ chính trị trong khi tại ngũ. Tu nhiên, họ không đại diện cho lục quân hay hải quân, mà được dự kiến phục vụ cho lợi ích của thành phố hoặc tỉnh mà họ được bầu. Pedro I lựa chọn chín sĩ quan quân đội làm tham nghị viên và bổ nhiệm năm (trong số 14) người vào Hội đồng Quốc gia. Trong thời kỳ Nhiếp chính, hai người được bổ nhiệm vào Tham nghị viện và không có ai được vào Hội đồng Quốc gia (cơ cấu này không hoạt động trong thời kỳ Nhiếp chính). Pedro II lựa chọn bốn sĩ quan làm tham nghị viên trong thập niên 1840, hai người trong thập niên 1850 và ba người khác trong thời gian cầm quyền còn lại. Ông cũng bổ nhiệm bảy sĩ quan làm ủy viên Hội đồng Quốc gia trong thập niên 1840 và 1850, và ba người khác trong thời gian sau đó.
Lực lượng vũ trang Brasil được thành lập sau khi quốc gia độc lập, ban đầu gồm các binh sĩ sinh tại Brasil và Bồ Đào Nha duy trì lòng trung thành với chính phủ tại Rio de Janeiro trong chiến tranh ly khai Bồ Đào Nha. Lực lượng vũ trang mang tính cốt yếu đối với kết quả thắng lợi trong các xung đột quốc tế mà Đế quốc đối diện, bắt đầu bằng Chiến tranh Độc lập (1822–1824), sau đó là Chiến tranh Cisplatina (1825–1828), rồi Chiến tranh Chiến tranh Pltata (1851–1852), Chiến tranh Uruguay (1864–1865) và cuối cùng là Chiến tranh Paraguay (1864–1870). Họ cũng đóng góp công sức giúp đàn áp các cuộc nổi loạn, mà khởi đầu là Liên bang Xích đạo (1824) thời Pedro I, tiếp đến là các cuộc nổi dậy thời kỳ đầu Pedro II, như Chiến tranh Ragamuffin (1835–1845), Cabanagem (1835–1840), Balaiada (1838–1841).
Hải quân liên tục được hiện đại hóa bằng các phát kiến tối tân trong hải chiến. Lực lượng này tiếp nhận tàu hơi nước trong thập niên 1830, tàu chiến bọc thép trong thập niên 1860, và ngư lôi trong thập niên 1880. Đến năm 1889, Brasil có lực lượng hải quân hùng mạnh thứ năm hoặc thứ sáu trên thế giới và các thiết giáp hạm mạnh nhất tại Tây bán cầu. Lục quân dù có các quân đoàn giàu kinh nghiệm và thiện chiến, song thời bình tệ hại do được trả lương thấp, trang bị không đầy đủ, đào tạo kém và phải trải rộng khắp một lãnh thổ rộng lớn.
Bất đồng do chính phủ quan tâm không thích đáng đến các nhu cầu của lục quân bị kiềm chế dưới quyền thế hệ sĩ quan bắt đầu sự nghiệp trong thập niên 1820. Các sĩ quan này trung thành với chế độ quân chủ, tin tưởng quân đội cần nằm dưới quyền kiểm soát dân sự, và ghê tởm chủ nghĩa caudillo (nền độc tài tại các quốc gia châu Mỹ nói tiếng Tây Ban Nha) vốn tương phản với điều mà họ đấu tranh. Tuy nhiên, đến thập niên 1880, thế hệ này đã từ trần, nghỉ hưu hoặc không còn tiến hành chỉ huy trực tiếp.
Bất mãn bắt đầu trở nên rõ rệt hơn trong thập niên 1880, và một số sĩ quan biểu thị bất phục tùng công khai. Hoàng đế và các chính trị gia không làm gì để cải tiến quân đội hay đáp ứng yêu cầu của họ. Sự phổ biến của tư tưởng thực chứng trong giới sĩ quan trẻ tuổi càng làm phức tạp thêm, do những người thực chứng phản đối chế độ quân chủ dựa trên niềm tin rằng một chế độ cộng hòa độc tài sẽ mang lại các tiến bộ. Một liên minh gồm phái lục quân nổi loạn và phái thực chứng hình thành và trực tiếp lãnh đạo cuộc đảo chính cộng hòa vào ngày 15 tháng 11 năm 1889. Một số tiểu đoàn và thậm chí là nhiều trung đoàn và binh sĩ trung thành với Đế quốc, họ có chung tư tưởng với thế hệ thủ lĩnh cũ và nỗ lực nhằm khôi phục chế độ quân chủ. Các nỗ lực phục vị tỏ ra vô ích và những người ủng hộ đế quốc bị hành quyết, câu lưu hoặc buộc phải nghỉ hưu.

### Quan hệ đối ngoại
Sau khi độc lập từ Bồ Đào Nha, chính sách đối ngoại của Brasil có trọng tâm trước mắt là giành được công nhận quốc tế phổ biến. Quốc gia đầu tiên công nhận chủ quyền của Brasil là Hoa Kỳ, vào tháng 5 năm 1825. Các quốc gia khác tiếp bước thiết lập quan hệ ngoại giao với Brasil trong vài năm sau. Bồ Đào Nha công nhận hành động ly khai vào tháng 8 năm 1825. Chính phủ Brasil sau đó đặt ưu tiên vào thiết lập biên giới quốc tế thông qua các hiệp định với láng giềng. Nhiệm vụ bảo vệ biên giới được công nhận là điều phức tạp do thực tế là từ năm 1777 đến năm 1801, Bồ Đào Nha và Tây Ban Nha đã bãi bỏ các hiệp định trước đó của họ về xác định biên giới giữa các thuộc địa của họ tại châu Mỹ. Tuy nhiên, Đế quốc có thể ký một số hiệp định song phương với lân bang, gồm có Uruguay (năm 1851), Peru (năm 1851 và 1874), Cộng hòa Tân Granada (sau là Colombia, năm 1853), Venezuela (năm 1859), Bolivia (năm 1867) và Paraguay (năm 1872). Đến năm 1889, hầu hết biên giới của Brasil được xác định vững chắc. Các vấn đề còn lại, gồm mua khu vực Acre từ Bolivia để tạo ra hình hài hiện tại của Brasil—chỉ được giải quyết dứt khoát sau khi quốc gia trở thành một nước cộng hòa.
Một số xung đột phát sinh giữa Brasil và lân bang. Đế quốc này không trải qua xung đột nghiêm trọng với các láng giềng ở phía bắc và phía tây, do có vùng đệm là rừng mưa Amazon gần như bất khả xâm phạm và cư dân thưa thớt. Tuy nhiên, tại phía nam các tranh chấp thuộc địa kế tục từ Bồ Đào Nha và Tây Ban Nha về quyền kiểm soát các sông có thể thông hành và các đồng bằng hình thành biên giới tiếp tục sau khi độc lập. Thiếu vắng biên giới được đồng thuận tại khu vực này dẫn đến một số xung đột quốc tế, từ Chiến tranh Cisplatina đến Chiến tranh Paraguay.
Công sứ Hoa Kỳ tại Brasil là James Watson Webb từng khẳng định rằng Brasil là một đại cường quốc tại lục địa châu Mỹ cùng với Hoa Kỳ. Sự phát triển của Đế quốc này được Bộ trưởng Ngoại giao Hoa Kỳ John C. Calhoun nhận biết ngay từ năm 1844: "Bên cạnh Hoa Kỳ, Brasil là nơi thịnh vượng nhất, vĩ đại nhất và được chế định vững chắc nhất trong toàn bộ các cường quốc châu Mỹ." Đến đầu thập niên 1870, danh tiếng quốc tế của Đế quốc Brasil được cải thiện đáng kể, và duy trì được quốc tế xem trọng cho đến khi bản thân sụp đổ vào năm 1889. Một nhà ngoại giao Hoa Kỳ tên là Christopher Columbus Andrews từng sống tại thủ đô của Brasil trong thập niên 1880, sau này gọi Brasil là một "đế quốc quan trọng" trong hồi ký của mình. Năm 1871, Brasil được mời phân xử tranh chấp giữa Hoa Kỳ và Anh Quốc trong tranh chấp mang tên "Yêu sách Alabama". Năm 1880, Đế quốc đóng vai trò phân xử giữa Hoa Kỳ và Pháp về tổn thất của kiều dân Hoa Kỳ khi Pháp can thiệp tại Mexico. Năm 1884, Brasil được kêu gọi phân xử giữa Chile và một số quốc gia khác (Pháp, Ý, Anh Quốc, Đức, Bỉ, Áo-Hung và Thụy Sĩ) về tổn thất phát sinh từ Chiến tranh Thái Bình Dương.
Chính phủ Brasil sau cùng cảm thấy đủ tự tin để đàm phán một thỏa thuận mậu dịch với Hoa Kỳ vào năm 1889, thỏa thuận đầu tiên được tiến hành với bất kỳ quốc gia nào kể từ hiệp định mậu dịch tai hại và chịu bóc lột với Anh Quốc vào năm 1826 (bãi bỏ năm 1844). Sử gia Hoa Kỳ Steven C. Topik phát biểu rằng Pedro II "tìm kiếm một hiệp định mậu dịch với Hoa Kỳ nằm trong một chiến lược lớn hơn nhằm gia tăng chủ quyền và quyền tự chủ quốc gia." Không như trường hợp hiệp ước trước, Đế quốc ở vào thế vững chắc để nhấn mạnh về điều kiện mậu dịch thuận lợi, do đàm phán diễn ra trong thời gian Brasil có phồn vinh nội bộ và uy tín quốc tế.

## Kinh tế

### Tiền tệ

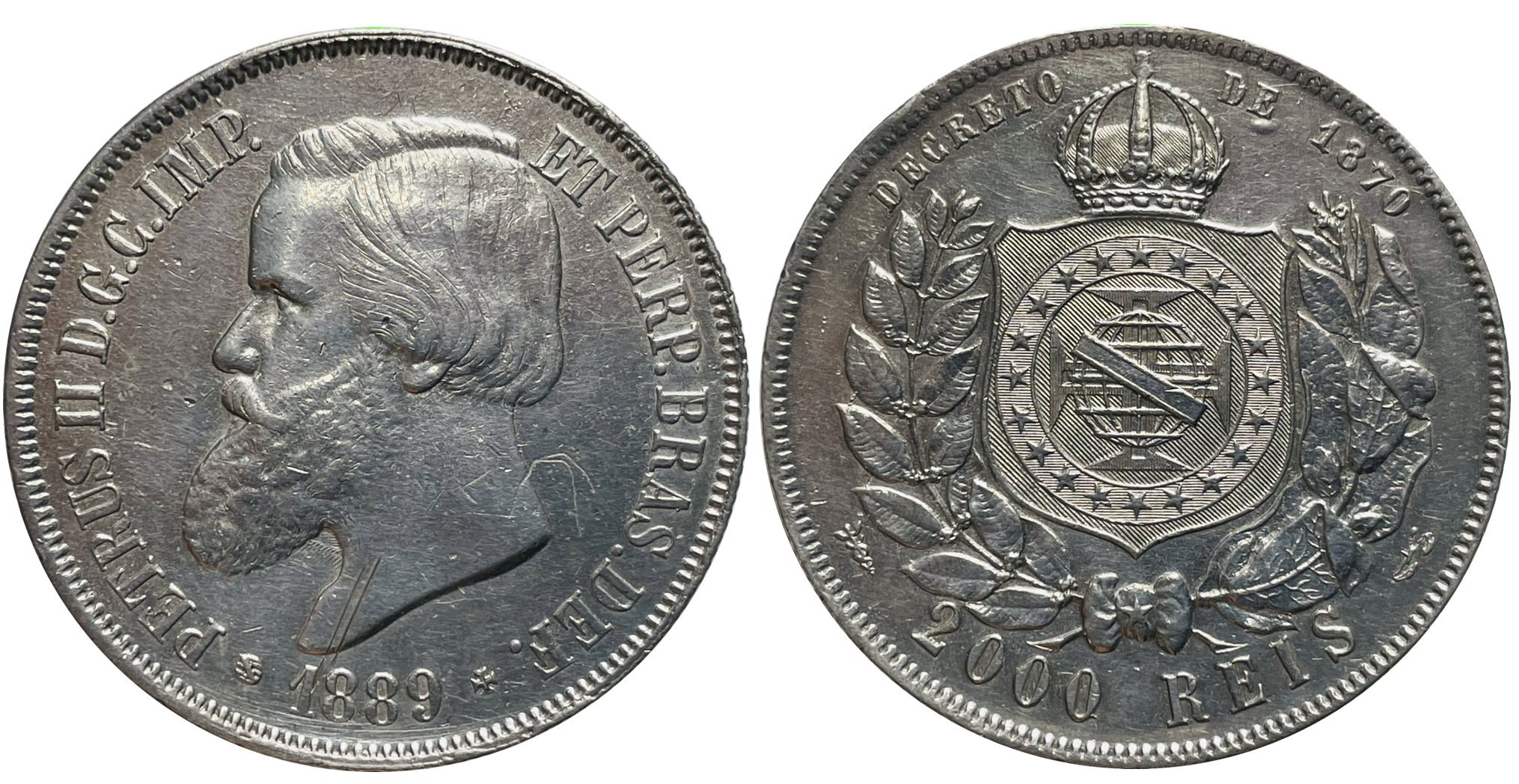
Xu bạc mệnh giá 2000 reis, mặt trước là chân dung vua Pedro II của Đế quốc Brazil, đúc năm 1889

Đơn vị tiền tệ từ khi thành lập đế quốc cho đến năm 1942 là real ("hoàng gia", dạng số nhiều là réis và là reais trong tiếng Bồ Đào Nha hiện đại), bắt nguồn từ real Bồ Đào Nha. Nó thường được gọi là milréis (nghìn hoàng gia) và viết là 1$000. Một nghìn milréis (1:000$000)—hay một triệu réis—được gọi là conto de réis. Một conto de réis được biểu thị bằng ký hiệu Rs viết trước giá trị và bởi một ký hiệu dollar viết trước bất kỳ lượng nào nhỏ hơn 1.000 réis. Do đó, 350 réis được viết là "Rs 350"; 1.712 réis là "Rs 1$712"; và 1.020.800 réis được viết là "Rs 1:020$800". Đối với hàng triệu, một dấu chấm câu được sử dụng để phân tách giữa hàng triệu, tỷ và nghìn tỷ (như 1 tỷ réis được viết là "Rs 1.000:000$000"). Một dấu hai chấm có chức năng phân biệt hàng triệu với hàng nghìn, và ký hiệu $ được đặt giữa hàng nghìn và hàng trăm (999 trở xuống).

### Tổng quan

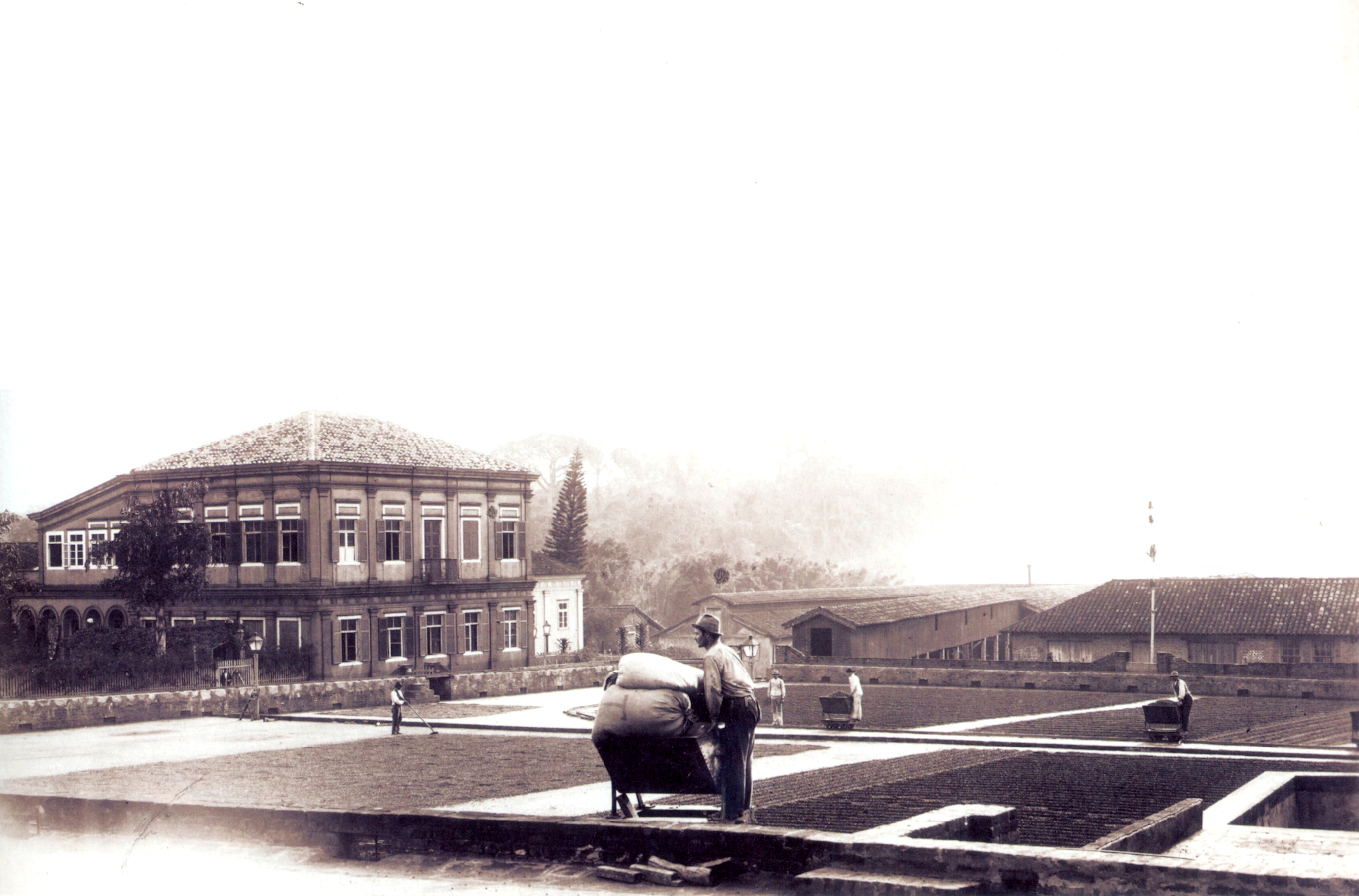
Một nông trại cà phê tại tỉnh São Paulo, 1880

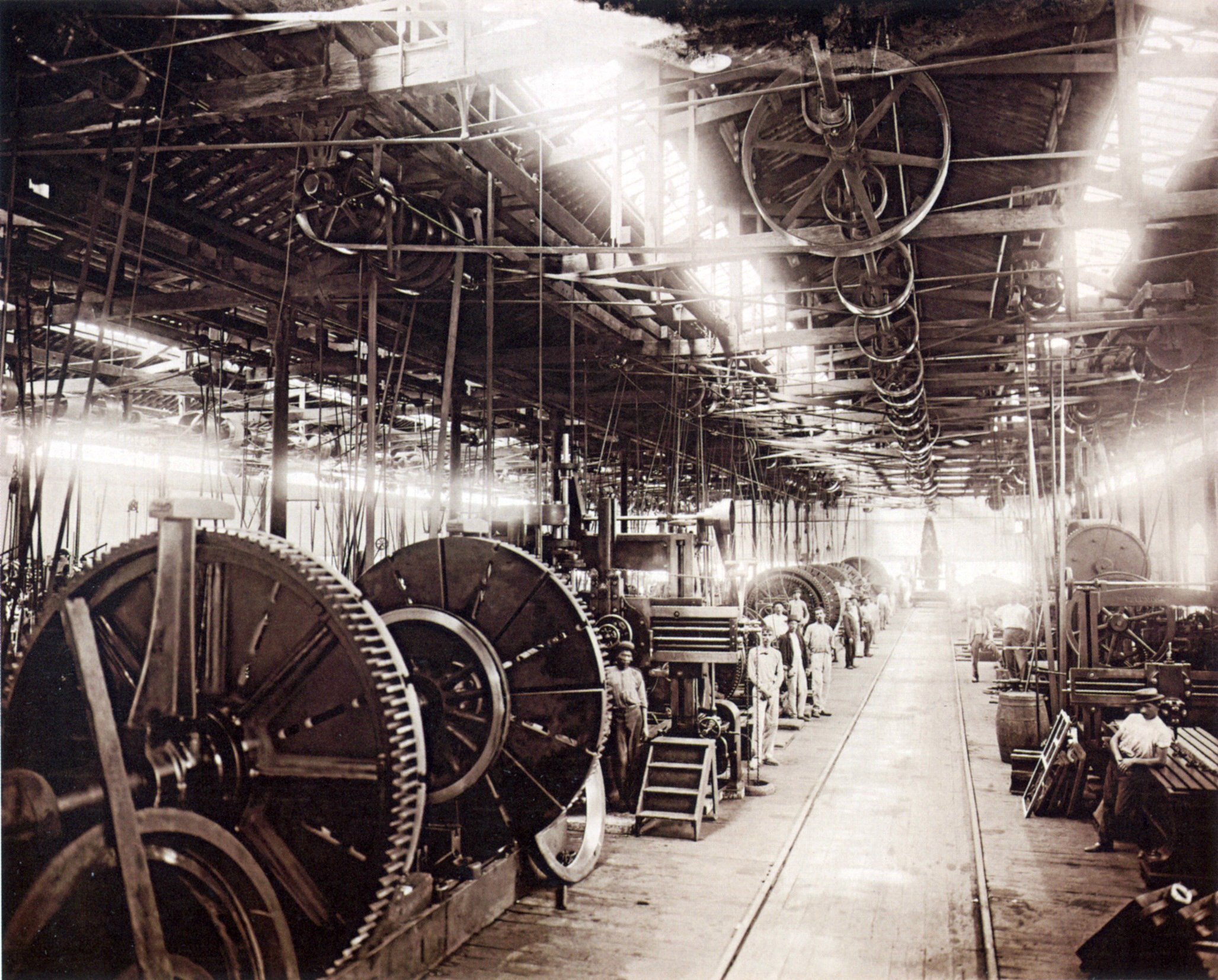
Một công xưởng tại Brasil, 1880

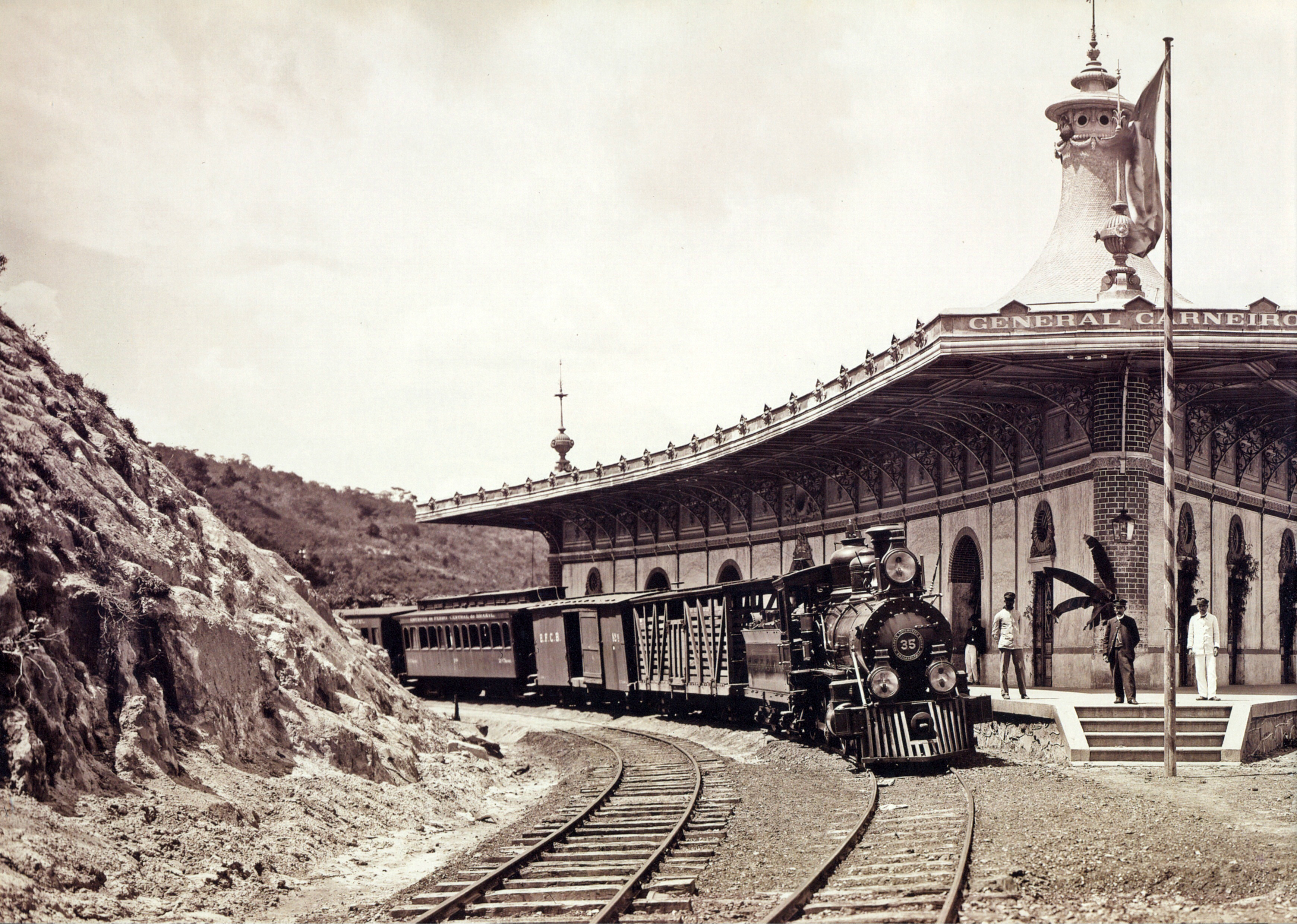
Một ga xe lửa tại tỉnh Minas Gerais, khoảng năm 1884

Mậu dịch quốc tế của Brasil đạt tổng giá trị Rs 79.000:000$000 từ năm 1834 đến năm 1839. Con số này tiếp tục gia tăng hàng năm cho đến khi đạt Rs 472.000:000$000 từ năm 1886 đến năm 1887: tốc độ tăng trưởng bình quân năm đạt 3,88% từ 1839. Giá trị xuất khẩu tuyệt đối từ Đế quốc trong năm 1850 là cao nhất tại Mỹ Latinh và gấp ba lần của Argentina. Brasil duy trì vị thế cao trong xuất khẩu và tăng trưởng kinh tế nói chung cho đến khi kết thúc chế độ quân chủ. Phát triển kinh tế của Brasil, đặc biệt là sau năm 1850, ở mức tốt so với Hoa Kỳ và các quốc gia châu Âu. Thu nhập quốc gia từ thuế đạt đến Rs 11.795:000$000 vào năm 1831 và tăng lên Rs 160.840:000$000 vào năm 1889. Đến năm 1858, thu nhập quốc gia từ thuế của Brasil đứng hạng tám thế giới. Brasil thời kỳ đế quốc dù tiến bộ song vẫn là quốc gia phân phối của cải rất không bình đẳng. Tuy nhiên, vì mục đích so sánh, theo sử gia Steven C. Topik thì tại Hoa Kỳ, "đến năm 1890, 80% cư dân sống ở sát mức sinh tồn, trong khi 20% kiếm soát hầu như toàn bộ của cải."
Các kỹ thuật mới xuất hiện, cộng thêm năng suất trong nước gia tăng khiến xuất khẩu tăng đáng kể. Điều này khiến Brasil có thể đạt được cân bằng trong cán cân mậu dịch. Trong thập niên 1820, đường chiếm khoảng 30% tổng lượng xuất khẩu trong khi bông sợi chiếm 21%, cà phê 18% còn da thuộc và da là 14%. Hai mươi năm sau, cà phê chiếm 42%, đường 27%, da thuộc và da 9%, bông sợi 8% tổng lượng xuất khẩu. Điều này không có nghĩa là bất kỳ mặt hàng nào giảm sản lượng, trên thực tế là ngược lại. Tăng trưởng xuất hiện trong toàn bộ các lĩnh vực, song có một số lĩnh vực tăng trưởng nhanh hơn. Trong giai đoạn từ năm 1820 đến năm 1840, Fausto nói rằng "xuất khẩu của Brasil tăng gấp đôi về khối lượng và gấp ba về giá trị danh nghĩa" trong khi tăng hơn 40% theo định giá bằng bảng Anh. Brasil không phải quốc gia duy nhất có tình trạng nông nghiệp đóng vai trò quan trọng trong xuất khẩu. Khoảng năm 1890, hàng hóa nông nghiệp chiếm 80% tổng lượng xuất khẩu của quốc gia giàu nhất châu Mỹ đương thời là Hoa Kỳ.
Trong thập niên 1820, Brasil xuất khẩu 11.000 tấn cacao và đến năm 1880 con số này tăng lên đến 73.500 tấn. Từ năm 1821 đến năm 1825, 41.174 tấn đường được xuất khẩu, và tăng lên 238,074 tấn từ năm 1881 đến năm 1885. Cho đến năm 1850, sản lượng cao su không đáng kể, song từ năm 1881 đến năm 1890, mặt hàng vươn lên vị trí thứ ba trong danh mục hàng hóa xuất khẩu của Brasil. Con số này đạt 81 tấn từ năm 1827 đến năm 1830 và đạt 1.632 tấn trong năm 1852. Đến năm 1900, Brasil đã xuất khẩu 24.301.452 tấn cao su. Brasil cũng xuất khẩu khoảng 3.377.000 tấn cà phê từ năm 1821 đến năm 1860 và trong giai đoạn từ năm 1861 đến năm 1889 con số này đạt 6.804.000 tấn. Các sáng kiến kỹ thuật cũng góp phần vào tăng trưởng xuất khẩu, đặc biệt là tiếp nhận tàu hơi nước và đường sắt cho phép vận chuyển hàng hóa nhanh hơn và tiện lợi hơn.

### Phát triển
Brasil phát triển quy mô lớn trong giai đoạn này, được mong đợi tiến bộ tương tự như tại các quốc gia châu Âu. Năm 1850, quốc gia có 50 nhà máy với tổng vốn Rs 7.000:000$000. Đến khi kết thúc thời kỳ đế quốc vào năm 1889, Brasil có 636 nhà máy cho thấy tăng trưởng số lượng hàng năm là 6,74% từ 1850, và với tổng vốn xấp xỉ Rs 401.630:600$000 (tương đương tăng trưởng hàng năm về giá trị là 10,94% từ 1850 đến 1889). "Vùng thôn quê vang vọng tiếng lắp đặt đường ray bằng sắt khi mà đường sắt được xây dựng với nhịp bước mãnh liệt nhất trong thế kỷ 19; quả thực là xây dựng trong thập niên 1880 ở mức độ lớn thứ hai về điều kiện tuyệt đối trong toàn bộ lịch sử Brasil. Chỉ có tám quốc gia trên thế giới lắp đặt nhiều đường ray trong thập niên này hơn Brasil." Tuyến đường sắt đầu tiên chỉ có 15 kilômét (9,3 mi) đường ray, được khánh thành vào ngày 30 tháng 4 năm 1854 tại thời điểm nhiều quốc gia châu Âu vẫn chưa có dịch vụ đường sắt. Đến năm 1868, quốc gia có 718 kilômét (446 mi) đường sắt, và đến cuối thời kỳ đế quốc vào năm 1889 con số này tăng lên 9.200 kilômét (5.700 mi) cùng 9.000 kilômét (5.600 mi) đang được xây dựng biến Brasil thành quốc gia có "mạng lưới đường sắt lớn nhất tại Mỹ Latinh".
Các nhà máy được xây dựng trên khắp đế quốc trong thập niên 1880, khiến cho các thành phố tại Brasil được hiện đại hóa và "nhận lợi ích từ các công ty khí đốt, điện lực, vệ sinh, điện báo và xe điện. Brasil đang tiến vào thế giới hiện đại." Đây là quốc gia thứ năm trên thế giới lắp đặt hệ thống cống rãnh thành phố hiện đại, là quốc gia thứ ba có xử lý nước thải và nằm vào nhóm tiên phong lắp đặt dịch vụ điện thoại. Ngoài những tiến bộ nêu trên về cơ sở hạ tầng, Brasil cũng là quốc gia đầu tiên tại Nam Mỹ sử dụng đèn điện công cộng (năm 1883) và là quốc gia thứ hai tại châu Mỹ (sau Hoa Kỳ) lập một tuyến điện báo xuyên Đại Tây Dương liên kết trực tiếp đến châu Âu vào năm 1874. Tuyến điện báo nội địa đầu tiên xuất hiện trong năm 1852 tại Rio de Janeiro. Đến năm 1889, đế quốc có 18.925 kilômét (11.759 mi) đường điện báo liên kết thủ đô đến các tỉnh xa như Pará và thậm chí liên kết với các quốc gia Nam Mỹ khác như Argentina và Uruguay.

## Xã hội

### Nhân khẩu

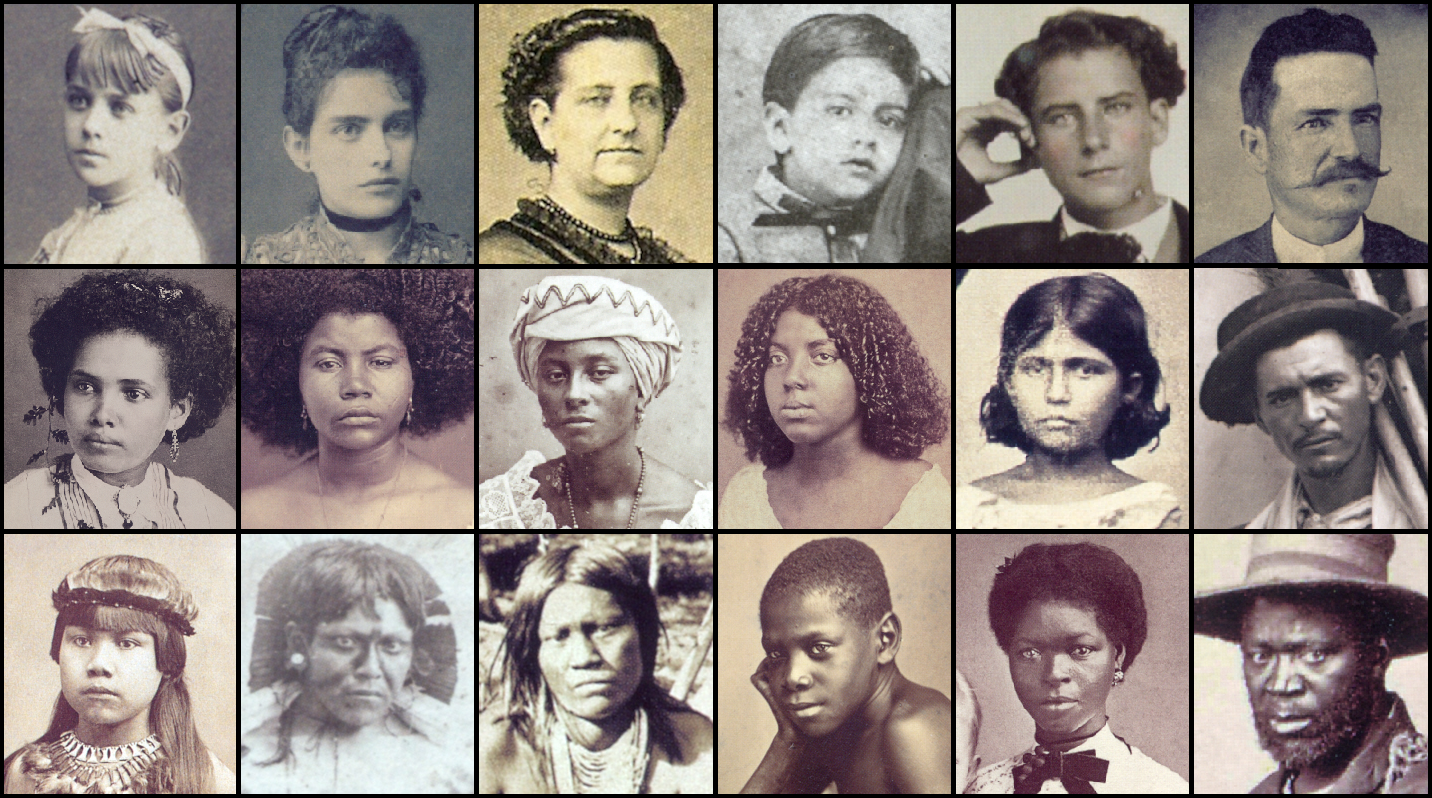
Cư dân Brasil thế kỷ 19: hàng 1: người Brasil da trắng; hàng 2: người Brasil pardo/lai (trái sang phải: hai nữ giới mulatto tức lai trắng-đen, hai nữ giới cafuzo tức lai đen-đỏ, một nữ và một nam caboclo tức lai trắng-đỏ); hàng 3: ba người da đỏ Brasil thuộc các bộ lạc khác nhau và ba người đa đen thuộc dân tộc khác nhau

Kể từ nửa sau thế kỷ 18, khi Brasil vẫn là một thuộc địa, chính phủ đã nỗ lực nhằm thu thập dữ liệu về dân cư. Tuy nhiên, ít capitania (sau gọi là tỉnh) thu thập các thông tin được yêu cầu. Sau độc lập, chính phủ lập một ủy ban thống kê theo một sắc lệnh năm 1829 với ủy thác tổ chức một cuộc điều tra nhân khẩu toàn quốc. Ủy ban thất bại và giải thể vào năm 1834. Trong các năm tiếp theo, các chính quyền cấp tỉnh chịu trách nhiệm thu thập thông tin điều tra nhân khẩu, song báo cáo điều tra của họ thường không đầy đủ hoặc không đệ trình. Năm 1851, nỗ lực khác nhằm tiến hành điều tra nhân khẩu toàn quốc thất bại do bạo động bùng phát. Điều này là kết quả từ một niềm tin sai lầm của người Brasil có nguồn gốc hỗn chủng rằng cuộc khảo sát là bình phong nhằm mục đích nô dịch hóa bất kỳ ai có huyết thống châu Phi.
Cuộc điều tra nhân khẩu toàn quốc thực sự đầu tiên có phạm vi toàn diện và rộng khắp diễn ra vào năm 1872. Số lượng nhỏ cư dân và số lượng nhỏ các thị trấn theo tường trình của cuộc điều tra cho thấy lãnh thổ rộng lớn của Brasil có cư dân thưa thớt. Cuộc điều tra cho thấy tổng dân số của Brasil là 9.930.478. Các ước tính của chính phủ trong các thập niên trước đưa ra là 4.000.000 cư dân vào năm 1823 và 7.000.700 cư dân vào năm 1854. Cư dân phân bổ khắp 20 tỉnh và địa phương trung lập (thủ đô) với 641 khu tự quản.
Trong số cư dân tự do, 23,4% nam giới và 13,4% nữ giới được nhận định là biết chữ. Nam giới chiếm 52% (5.123.869) tổng dân số. Số liệu dân số theo độ tuổi cho thấy 24,6% là trẻ em dưới 10 tuổi; 21,1% là thanh thiếu niên từ 11 đến 20 tuổi; 32,9% là người trưởng thành từ 21 đến 40 tuổi; 8,4% người trong độ tuổi từ 41 đến 50; 12,8% trong độ tuổi từ 51 đến 70; và 3,4% trên 71 tuổi. Tổng số cư dân tại hai khu vực đông bắc và đông nam chiếm 87,2% dân số toàn quốc. Cuộc điều tra nhân khẩu toàn quốc thứ hai diễn ra vào năm 1890 khi nước Cộng hòa Brasil mới thành lập được vài tháng. Kết quả của cuộc điều tra này cho thấy dân số tăng lên 14.333.915.

### Dân tộc

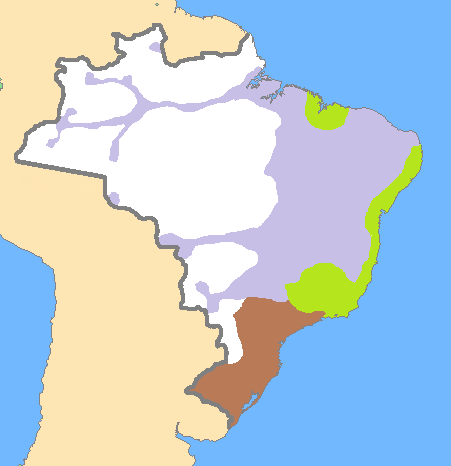
Bản đồ biểu thị dân tộc chiếm ưu thế tại Brasil: màu tía—caboclos tức lai da trắng và da đỏ; nâu—da trắng; lục—mulatto tức lai da trắng và da đen; trắng—không có cư dân. Ghi chú: trên 80% dân số cư trú dọc theo đường bờ biển

Bốn dân tộc được công nhận tại Brasil thời đế quốc: người da trắng, người da đen, người da đỏ và người da nâu. Người da nâu (tiếng Bồ Đào Nha: pardo) được chỉ định cho những người Brasil hỗn chủng và đến nay vẫn được sử dụng chính thức, mặc dù một số học giả ưu tiên thuật ngữ "người hỗn chủng" (tiếng Bồ Đào Nha: mestiço). Thuật ngữ này bao hàm phạm vi rộng, gồm caboclo (hậu duệ của người da trắng và da đỏ), mulatto (hậu duệ của người da trắng và da đen) và cafuzo (hậu duệ của người da đen và da đỏ).
Caboclo chiếm đa số cư dân tại các khu vực bắc, đông bắc, và trung-tây. Một lượng lớn người mulatto cư trú tại bờ biển phía đông của khu vực đông bắc từ Bahia đến Paraíba và cũng hiện diện tại miền bắc Maranhão, miền nam Minas Gerais, miền đông Rio de Janeiro và tại Espírito Santo. Cafuzo là nhóm nhỏ nhất và khó phân biệt nhất so với hai nhóm hỗn chủng khác do hậu duệ của caboclo và mulatto cũng được xếp vào loại này và được nhận thấy tại sertão (nội địa) đông bắc. Các nhóm này nay vẫn hiện diện tại khu vực tương ứng.
| Năm  | Da trắng | Da nâu | Da đen | Da đỏ | Tổng |
| ---- | -------- | ------ | ------ | ----- | ---- |
| 1872 | 38,1%    | 38,3%  | 19,7%  | 3,9%  | 100% |
| 1890 | 44.0%    | 32.4%  | 14.6%  | 9%    | 100% |

Người Da trắng Brasil có nguồn gốc từ những người định cư Bồ Đào Nha ban đầu. Kể từ thập niên 1870 trở đi nhóm này cũng bao gồm các di dân gốc Âu khác: chủ yếu là người Ý, Tây Ban Nha và Đức. Mặc dù người da trắng hiện diện khắp quốc gia, song họ chỉ là nhóm chiếm đa số tại khu vực miền nam và tại tỉnh São Paulo. Người da trắng cũng chiếm tỷ lệ đáng kể (40%) dân số tại các tỉnh đông bắc là Ceará, Paraíba và Rio Grande do Norte. Người da đen Brasil có nguồn gốc châu Phi hạ Sahara cư trú trên cùng khu vực với nhóm mulatto. Da số cư dân các tỉnh Rio de Janeiro, Minas Gerais, Espírito Santo, Bahia, Sergipe, Alagoas và Pernambuco (bốn tỉnh cuối có tỷ lệ người da trắng thấp nhất toàn quốc-dưới 30%) là người da đen và da nâu. Người da đỏ là cư dân bản địa tại Brasil, họ chủ yếu hiện diện tại các tỉnh Piauí, Maranhão, Pará và Amazonas.
Do sự hiện diện của các cộng đồng dân tộc và văn hóa riêng biệt, Brasil thế kỷ 19 phát triển trong tình trạng một quốc gia đa dân tộc. Tuy nhiên, dữ liệu không chắc chắn do không có thông tin khả tín cho các năm trước 1872. Cuộc điều tra nhân khẩu toàn quốc chính thức đầu tiên do chính phủ tiến hành vào năm 1872 cho thấy rằng trong 9.930.479 cư dân có 38,1% là người da trắng, 38,3% là người da nâu, 19,7% là người da đen và 3,9% là người da đỏ. Cuộc điều tra nhân khẩu toàn quốc chính thức lần thứ hai vào năm 1890 cho thấy rằng dân số đạt 14.333.915, 44% là người da trắng, 32,4% là người da nâu, 14,6% là người da đen và 9% là người da đỏ.

### Di dân gốc Âu

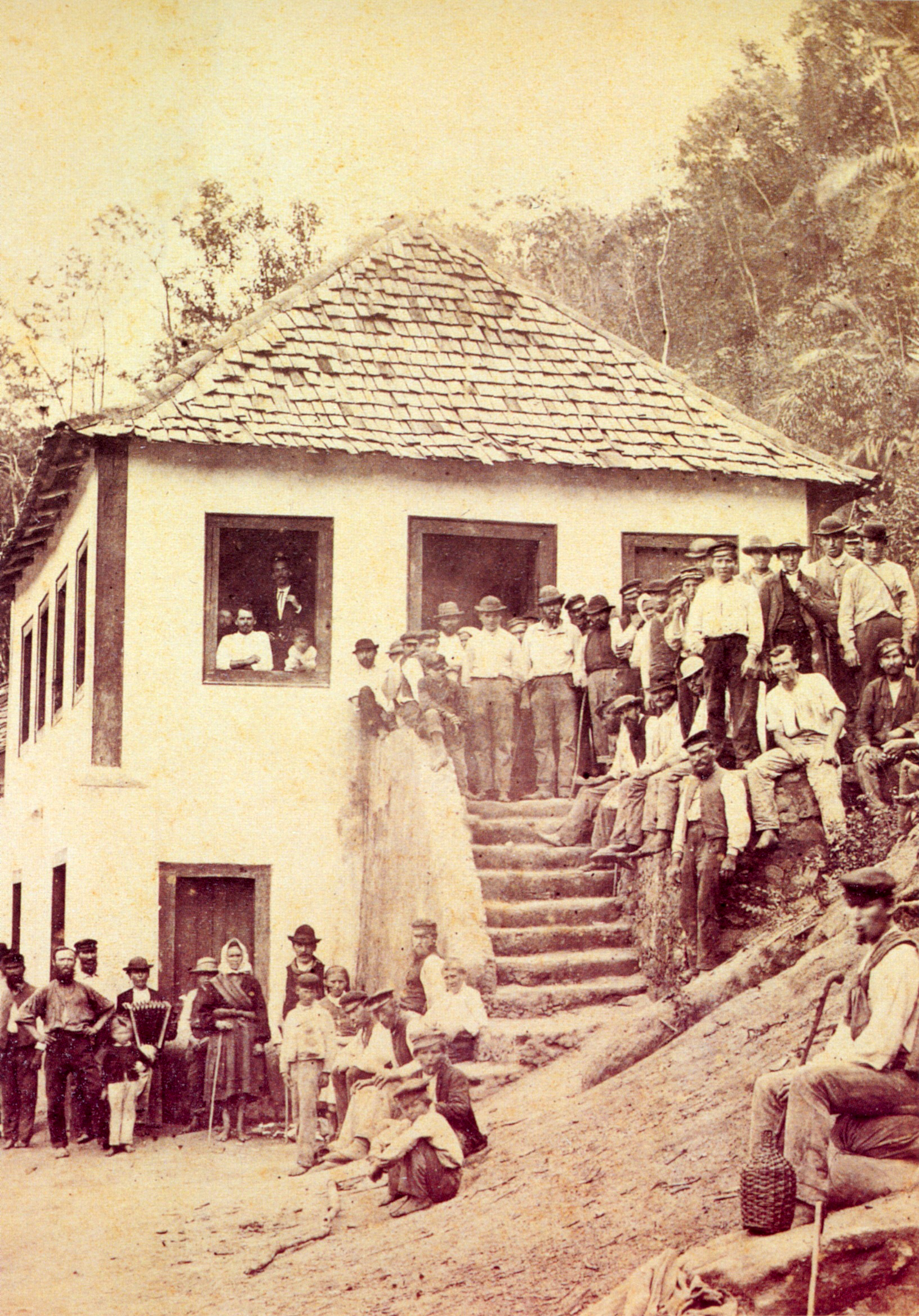
Những người Đức và Luxembourg nhập cư tại thuộc địa Santa Leopoldina thuộc tỉnh Espírito Santo, khoảng năm 1875

Trước năm 1808, người Bồ Đào Nha là dân tộc châu Âu duy nhất định cư tại Brasil với số lượng đáng kể. Mặc dù trước đó người Anh, Đức, Ý và Tây Ban Nha đã nhập cư đến Brasil, song chỉ với một số lượng cá nhân nhỏ hoặc trong các nhóm rất nhỏ. Những cư dân phi Bồ Đào Nha thời kỳ đầu này không có tác động đáng kể đến văn hóa của thuộc địa Brasil. Tình thế biến đổi sau năm 1808 khi Quốc vương João VI của Bồ Đào Nha bắt đầu khuyến khích di cư từ các quốc gia châu Âu khác ngoài Bồ Đào Nha.
Dân tộc đầu tiên di cư với số lượng đáng kể là người Thụy Sĩ, trong số đó có khoảng 2.000 người định cư tại tỉnh Rio de Janeiro vào năm 1818. Tiếp theo đó là người Đức và người Ireland, họ di cư đến Brasil trong thập niên 1820. Những di dân người Đức hầu hết bị thu hút về các tỉnh miền nam, tại đó môi trường tương đồng nhiều hơn với quê hương họ. Trong thập niên 1830, người châu Âu tạm dừng nhập cư do bất ổn trong thời kỳ nhiếp chính, quá trình chỉ khôi phục sau khi Pedro II nắm thực quyền và quốc gia bước vào thời kỳ hòa bình và phồn vinh. Các nông dân tại miền đông nam làm giàu nhờ hoạt động xuất khẩu cà phê, họ lập ra "hệ thống hợp tác" (một hình thức lao dịch khế ước) nhằm thu hút dân nhập cư. Hệ thống kéo dài cho đến thập niên 1850, khi nó sụp đổ và bị từ bỏ. Thất bại bắt nguồn từ khoản nợ lớn mà những người châu Âu định cư mắc phải để trang trải cho việc đi lại và phí tổn định cư, khiến họ thực tế biến thành các nô lệ của chủ nhân. Hoạt động nhập cư trải qua một đợt suy giảm khác trong Chiến tranh Paraguay kéo dài từ năm 1864 đến năm 1870.
Số người nhập cư tăng mạnh trong thập niên 1870, được gọi là "đại nhập cư". Đến trước thời điểm đó, mỗi năm có khoảng 10.000 người châu Âu đến Brasil, song từ sau năm 1872 số lượng này gia tăng đột ngột. Theo ước tính của Viện Địa lý và Thống kê Brasil thì có 500 nghìn người châu Âu nhập cư đến Brasil từ năm 1808 đến năm 1883. Số liệu những người châu Âu định cư đến từ năm 1884 đến năm 1893 tăng lên 883.668. Số lượng người châu Âu nhập cư tiếp tục tăng trong các thập niên tiếp theo, với 862.100 từ năm 1894 đến năm 1903; và 1.006.617 từ năm 1904 đến năm 1913.
Từ năm 1872 đến năm 1879, quốc tịch của nhóm tân di dân bao gồm người Bồ Đào Nha (31,2%), người Ý (25,8%), người Đức (8,1%) và người Tây Ban Nha (1,9%). Trong thập niên 1880, người Ý vượt qua người Bồ Đào Nha (61,8% so với 23,3%), và người Tây Ban Nha cũng vượt qua người Đức (6,7% so với 4,2%). Các nhóm nhỏ khác cũng đến, gồm người Nga, người Ba Lan, người Hungary. Do gần như toàn bộ người châu Âu nhập cư định cư tại miền đông nam và miền nam của đế quốc, phân bổ dân tộc vốn đã không đồng đều từ trước khi nhập cư hàng loạt thì nay càng trở nên khác biệt giữa các khu vực. Đối với một quốc gia có dân số nhỏ và phân tán rộng (4.000.000 vào năm 1823 và 14.333.915 vào năm 1890), việc 1.380.000 người châu Âu nhập cư có một tác động to lớn đến thành phần dân tộc quốc gia. Năm 1872, trong cuộc điều tra nhân khẩu toàn quốc khả tín đầu tiên, người da trắng Brasil chiếm 38,1% tổng dân số; và đến năm 1890, tỷ lệ của họ tăng lên 44,0%.

### Chế độ nô lệ

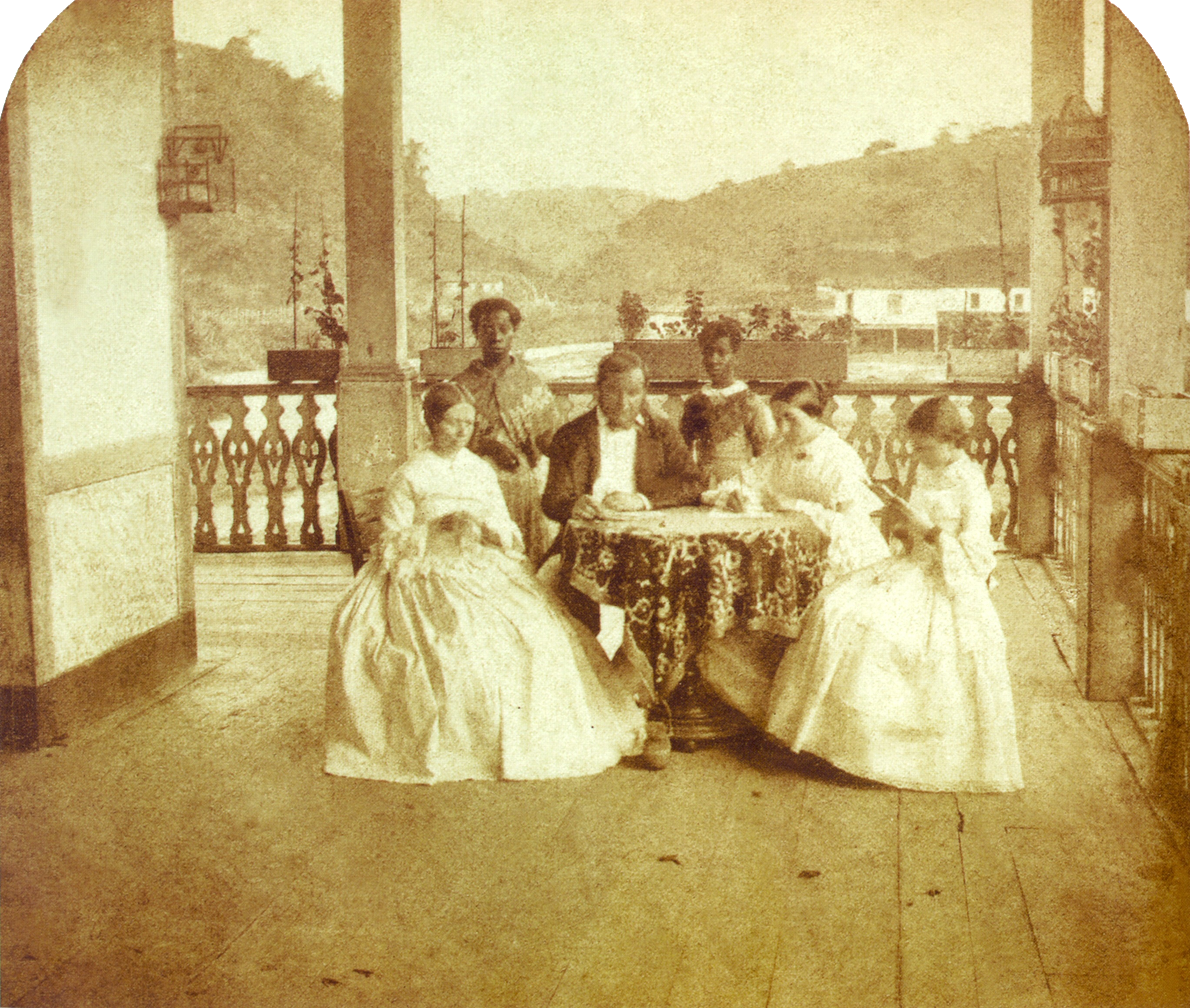
Một gia đình người Brasil và các nữ gia nô của họ, khoảng năm 1860

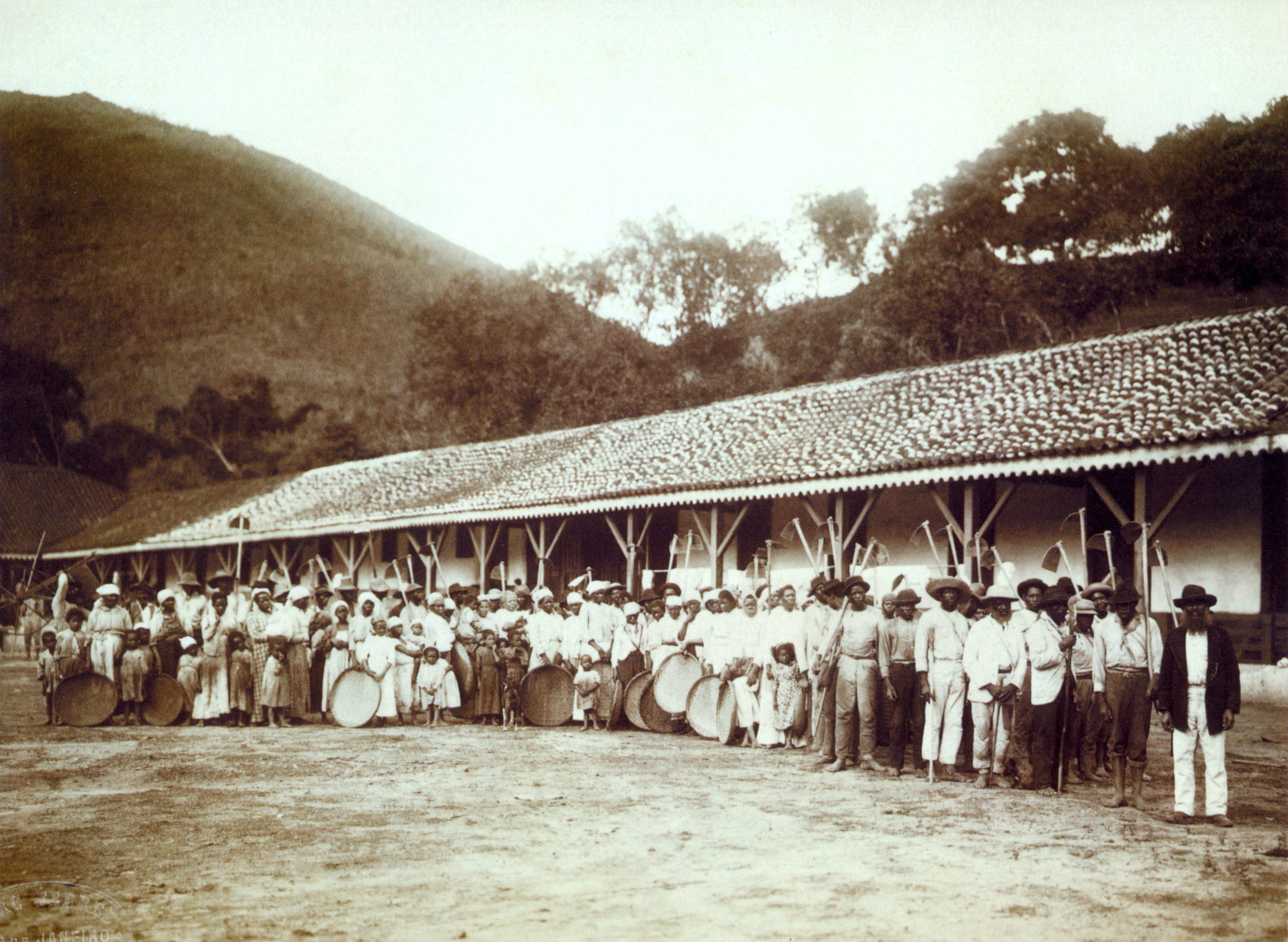
Các nô lệ (bao gồm con tự do của họ) tụ tập trong một trang trại cà phê tại Brasil, khoảng năm 1885

Năm 1823, tức một năm sau khi độc lập, nô lệ chiếm 29% dân số Brasil, con số này giảm đi trong thời gian đế quốc tồn tại: từ 24% vào năm 1854, xuống 15,2% vào năm 1872, và cuối cùng xuống dưới 5% vào năm 1887—năm trước khi chế độ nô lệ hoàn toàn bị bãi bỏ. Các nô lệ hầu hết là nam giới trưởng thành đến từ khu vực tây nam của châu Phi. Các nô lệ được đưa đến Brasil khác biệt về dân tộc, tôn giáo và ngôn ngữ, họ chủ yếu nhận diện nhau trên cơ sở dân tộc thay vì chia sẻ một tính sắc tộc châu Phi. Một số nô lệ được đưa đến châu Mỹ khi xưa bị bắt giữ trong chiến tranh giữa các bộ lạc và sau đó bị bán cho người buôn nô lệ.
Các nô lệ và hậu duệ của họ thường hiện diện tại các khu vực dành riêng cho sản xuất xuất khẩu phục vụ thị trường ngoại quốc. Các đồn điền mía tại bờ biển phía đông của miền đông bắc trong thế kỷ 16 và 17 mang đặc trưng của hoạt động kinh tế dựa trên lao động nô lệ. Tại miền bắc tỉnh Maranhão, lao động nô lệ được sử dụng trong sản xuất bông sợi và lúa gạo vào thế kỷ 18. Trong giai đoạn này, các nô lệ cũng bị khai thác tại tỉnh Minas Gerais, là nơi có hoạt động khai thác vàng. Chế độ nô lệ cũng phổ biến tại Rio de Janeiro và São Paulo trong thế kỷ 19 để trồng cà phê, loại cây trở nên sống còn đối với kinh tế quốc gia. Sự phổ biến của chế độ nô lệ không đồng nhất về địa lý trên toàn Brasil. Khoảng năm 1870 chỉ năm tỉnh (Rio de Janeiro với 30%, Bahia với 15%, Minas Gerais với 14%, São Paulo với 7% và Rio Grande do Sul cũng với 7%) đã chiếm 73% tổng số nô lệ trên toàn quốc. Tiếp theo là các tỉnh Pernambuco (6%) và Alagoas (4%). Trong 13 tỉnh còn lại, không tỉnh nào có số nô lệ vượt quá 3% dân số.
Hầu hết nô lệ làm việc trong thân phận lao công đồn điền. Tương đối ít người Brasil sở hữu nô lệ và hầu hết các trang trại quy mô nhỏ và vừa sử dụng các lao động tự do. Các nô lệ có thể hiện diện rải rác khắp xã hội trong các lĩnh vực khác: một số được sử dụng làm gia nô, nông dân, thợ mỏ, gái mại dâm, người làm vườn và nhiều vai trò khác. Nhiều nô lệ được giải phóng tiếp tục thu mua nô lệ và có trường hợp nô lệ có nô lệ riêng. Trong khi nô lệ thường là người da đen hoặc người lai đen trắng, có các trường hợp được tường thuật là có vẻ như người gốc Âu do lai tạp nhiều thế hệ giữa nam chủ nô và nữ nô lệ mulatto của họ. Ngay cả các chủ nô hà khắc nhất cũng giữ vững thực tiễn truyền thống là bán nô lệ cùng gia đình họ, chiếu cố để không chia rẽ các cá nhân. Các nô lệ được xác định là tài sản theo luật. Những người được tự do sẽ lập tức trở thành công dân với toàn bộ các quyền dân sự được đảm bảo—ngoại lệ là trước 1881, các nô lệ được tự do bị ngăn cản bỏ phiếu trong các cuộc bầu cử, song con cháu họ thì có thể.

### Quý tộc

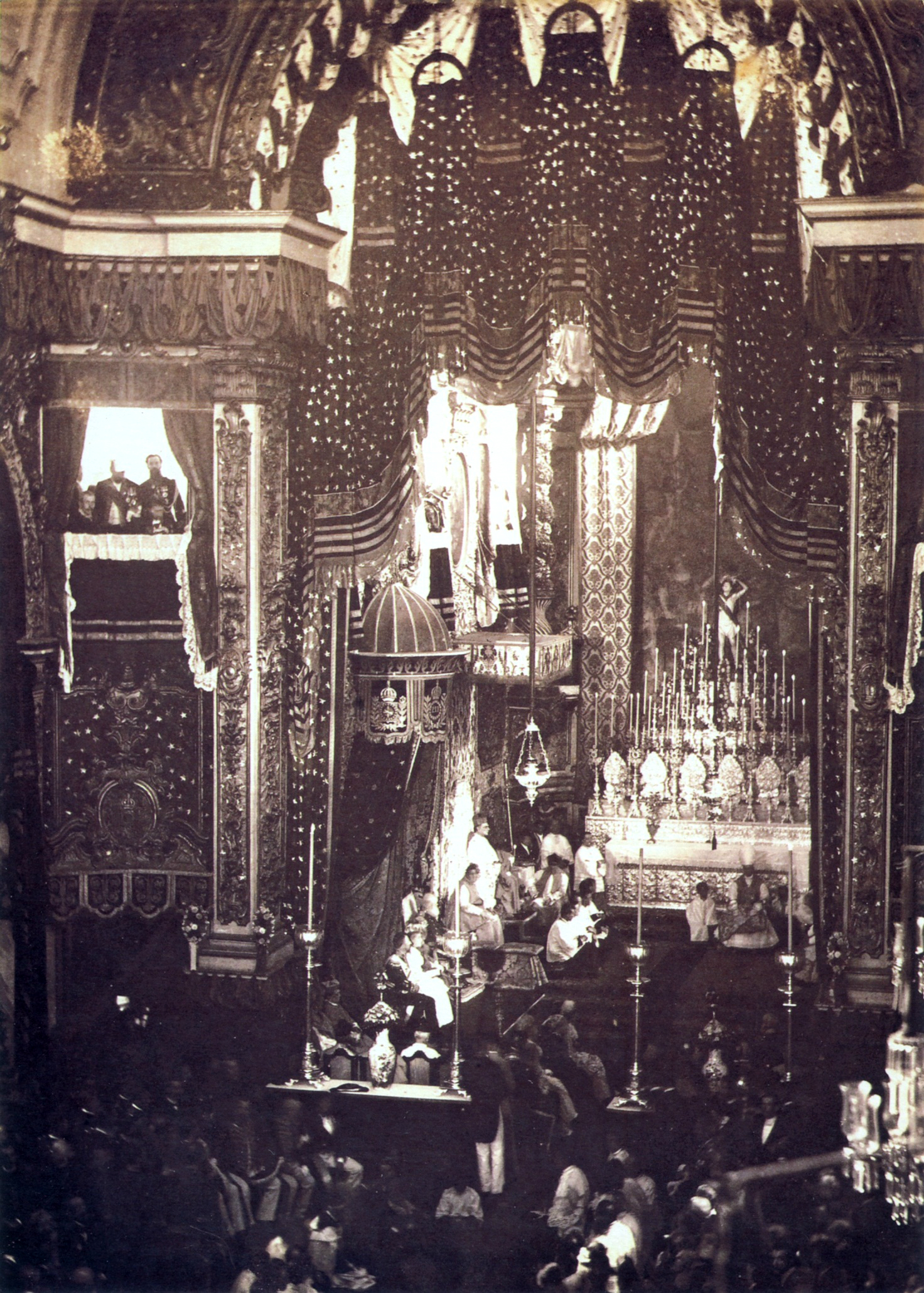
Quốc lễ tại Cựu đại giáo đường Rio de Janeiro, những người tham dự được yêu cầu mặc quan phục

Tầng lớp quý tộc Brasil khác biệt rõ rệt so với quý tộc châu Âu: các tước hiệu quý tộc không được thế tập, ngoại lệ duy nhất là các thành viên hoàng gia, và những người nhận một tước hiệu quý tộc không được nhìn nhận là thuộc một đẳng cấp xã hội riêng, và không nhận được thái ấp hay bổng lộc. Tuy nhiên, nhiều đẳng cấp, truyền thống, và quy định trong hệ thống quý tộc của Brasil được tiếp nhận trực tiếp từ chế độ quý tộc Bồ Đào Nha. Trong thời kỳ Pedro I cai trị, không có điều kiện tiên quyết rõ ràng để một người được phong làm quý tộc. Đến thời Pedro II cai trị (ngoài thời kỳ nhiếp chính do người nhiếp chính không thể ban tước hiệu hoặc tôn vinh) chế độ quý tộc tiến hóa thành một chế độ nhân tài với các tước hiệu được ban nhằm công nhận sự phục vụ xuất sắc của một cá nhân cho Đế quốc hoặc cho lợi ích công cộng. Cấp bậc quý tộc không đại diện cho "công nhận tổ tiên vinh hiển."
Hoàng đế với quyền của người đứng đầu nhánh hành pháp sẽ ban tước hiệu và vinh dự. Tước hiệu của quý tộc theo thứ tự tăng dần: nam tước, tử tước, bá tước, hầu tước và công tước. Ngoài các tước theo hệ thống phân cấp, còn có phân biệt khác giữa các đẳng cấp: bá tước, hầu tước và công tước được xem là "grandee" trong khi các tước hiệu nam tước và tử tước có thể được ban "với sự cao quý" hoặc "không có sự cao quý". Tất cả đẳng cấp của quý tộc Brasil đều được gọi là "Thưa Ngài".
Từ năm 1822 đến năm 1889, 986 người được phong làm quý tộc. Chỉ ba người được phong là công tước: Đệ nhị công tước xứ Leuchtenberg là Auguste de Beauharnais (ban tước là Công tước xứ Santa Cruz, là anh rể của Pedro I), Isabel Maria de Alcântara Brasileira (ban tước là Nữ công tước xứ Goiás, con gái ngoài giá thú của Pedro I) và cuối cùng là Luís Alves de Lima e Silva (ban tước là Cong tước xứ Caxias, tổng Tư lệnh trong Chiến tranh Paraguay). Các tước hiệu khác được ban như sau: 47 tước hầu, 51 tước bá, 146 tước tử "với sự cao quý", 89 tước tử "không có sự cao quý", 135 tước nam "với sự cao quý" và 740 tước nam "không có sự cao quý" với tổng cộng 1.211 tước hiệu quý tộc. Có ít quý tộc hơn tước hiệu quý tộc do nhiều người được ban tước nhiều hơn một lần trong đời, như Công tước xứ Caxias ban đầu được phong làm nam tước, rồi bá tước, rồi hầu tước và cuối cùng thăng làm một công tước. Việc ban tước không hạn chế đối với nam giới Brasil: Đệ thập Bá tước xứ Dundonald là Thomas Cochrane là người Scot, song được phong làm Hầu tước xứ Maranhão vì vai trò của ông trong Chiến tranh Độc lập Brasil, và 29 nữ giới được phong làm quý tộc cho bản thân họ. Cũng như không hạn chế về giới tính, không phân biệt chủng tộc cũng được thực thi trong việc ban địa vị quý tộc. Người thuộc nhóm caboclo, mulatto, da đen và thậm chí là da đỏ cũng được phong làm quý tộc.
Giới quý tộc nhỏ không có tước hiệu hình thành từ các thành viên được ban huân chương đế quốc: Huân chương Chúa cứu thế, Huân chương São Bento de Avis, Huân chương Sant'Iago da Espada, Huân chương Nam Thập Tự, Huân chương Pedro I và Huân chương Hoa hồng. Ba huân chương đầu có mức độ vinh dự sau Đại chủ nhân (chỉ dành cho Hoàng đế): hiệp sĩ, chỉ huy và đại thập tự. Tuy nhiên, ba huân chương sau có cấp bậc khác nhau: Huân chương Nam Thập Tự với bốn cấp, Huân chương Hoa hồng có sáu cấp, và Huân chương Pedro I có ba cấp.

### Tôn giáo

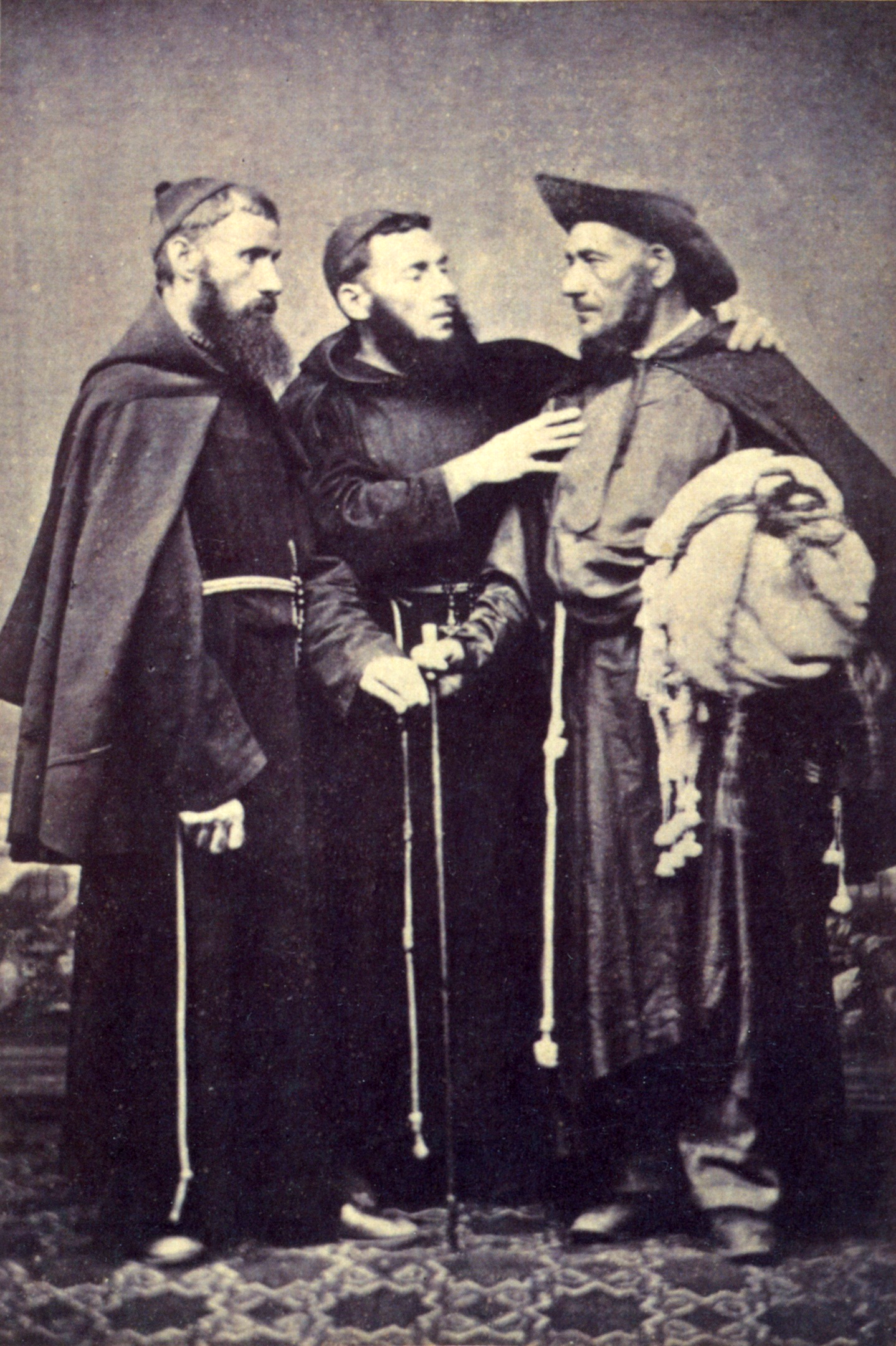
Một bộ ba thầy dòng người Brasil, khoảng năm 1875

Điều 5 trong Hiến pháp tuyên bố Công giáo La Mã là quốc giáo. Tuy nhiên, giới tăng lữ từ lâu đã thiếu nhân lực, vô kỷ luật và được giáo dục kém, tất cả dẫn đến suy giảm tổng thể lòng kính trọng đối với Giáo hội Công giáo. Thời Pedro II trị vì, chính phủ tiến hành một chương trình cải cách có mục đích giải quyết những thiếu sót này. Do Công giáo La Mã là quốc giáo, Hoàng đế thi hành kiểm soát một số lượng lớn các sự vụ của giáo hội và trả lương cho tăng lữ, bổ nhiệm linh mục xứ đạo, đề cử giám mục, phê chuẩn chiếu thư giáo hoàng và giám sát trường dòng. Trong khi tiếp tục cải cách, chính phủ lựa chọn các giám mục có đạo đức thích hợp, lập trường về giáo dục và ủng hộ đối với cải cách đáp ứng để họ phê chuẩn. Tuy nhiên, do những người có năng lực hơn bắt đầu lấp đầy các cấp bậc tăng lữ, nỗi phẫn uất đối với quyền kiểm soát của chính phủ đồi với giáo hội gia tăng. Các giáo sĩ Công giáo chuyển sang thân cận hơn với Giáo hoàng và các học thuyết của ông ta. Điều này dẫn đến một loạt xung đột trong thập niên 1870 giữa giới tăng lữ và chính phủ, do giới tăng lữ muốn có quan hệ trực tiếp hơn với Roma còn chính phủ thì muốn duy trì giám sát các sự vụ của giáo hội.
Hiến pháp cho phép tín đồ của các tín ngưỡng khác ngoài Công giáo La Mã được thực hành đức tin tôn giáo của họ, song chỉ là riêng tư. Việc xây dựng các công trình tôn giáo ngoài Công giáo bị cấm chỉ. Ngay từ đầu, các hạn chế này bị toàn thể công dân và nhà cầm quyền phớt lờ. Tại thủ phủ Belém của tỉnh Pará, giáo đường Do Thái giáo đầu tiên được xây dựng vào năm 1824. Người Do Thái di cư đến Brasil ngay sau khi quốc gia này độc lập và định cư chủ yếu tại các tỉnh đông bắc là Bahia và Pernambuco cùng các tỉnh miền bắc là Amazonas và Pará. Các nhóm Do Thái khác đến từ khu vực Alsace-Lorraine của Đức và từ Nga. Đến thập niên 1880, tồn tại một số cộng đồng và giáo đường Do Thái giáo rải rác khắp Brasil.
Các tín đồ Tin Lành là nhóm tôn giáo khác bắt đầu định cư tại Brasil vào đầu thế kỷ 19. Các tín đồ Tin Lành đầu tiên là người Anh, và một nhà thờ Anh giáo được khánh thánh tại Rio de Janeiro vào năm 1820. Các nhà thờ khác được thành lập sau đó tại các tỉnh São Paulo, Pernambuco và Bahia. Tiếp theo sau người Anh là các tín đồ phái Luther người Đức và Thụy Sĩ, họ định cư tại các khu vực miền nam và tây nam và xây dựng các nhà nguyện riêng của mình. Sau Nội chiến Hoa Kỳ trong thập niên 1860, các di dân từ miền Nam Hoa Kỳ tìm cách đào thoát "Tái thiết" đã định cư tại São Paulo. Một số giáo hội của người Mỹ bảo trợ các hoạt động truyền giáo, gồm Báp-tít, Luther, Công lý và Giám Lý.
Trong số nô lệ châu Phi, Công giáo La Mã là tôn giáo của đa số. Hầu hết nô lệ có nguồn gốc từ khu vực trung tây và tây nam của bờ biển châu Phi. Trong hơn bốn trăm năm khu vực này có các hoạt động truyền giáo Cơ Đốc. Tuy nhiên, một số người châu Phi và hậu duệ của họ duy trì các yếu tố truyền thống tôn giáo đa thần bằng cách hợp nhất chúng với Công giáo La Mã. Điều này dẫn đến hình thành các tín ngưỡng hổ lốn như Candomblé. Hồi giáo được một thiểu số nhỏ nô lệ châu Phi hành lễ, song chịu đàn áp khắc nghiệt và đến cuối thế kỷ 19 thì hoàn toàn bị tiêu biến. Đến đầu thế kỷ 19, người da đỏ tại hầu hết miền đông Brasil đã bị đồng hóa hoặc tàn sát. Một số bộ lạc kháng cự đồng hóa và hoặc là đào thoát xa hơn về phía tây để có thể duy trì các đức tin đa thần đa dạng của họ, hoặc bị hạn chế trong aldeamentos (khu hạn chế), tại đó họ cuối cùng cũng cải sang Công giáo La Mã.

## Văn hóa

### Nghệ thuật thị giác

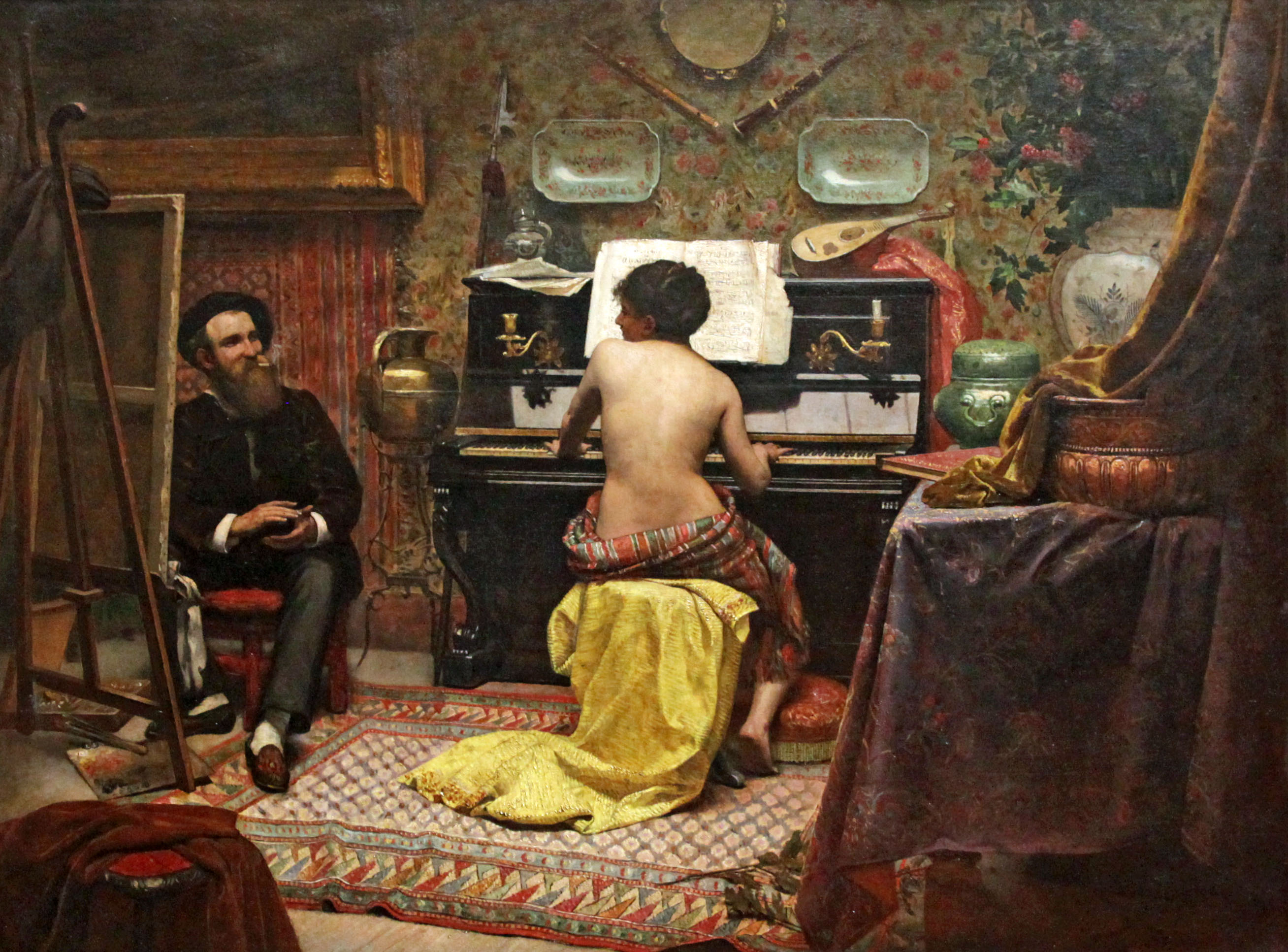
O descanso do modelo (người mẫu lúc nghỉ ngơi), của Almeida Júnior, 1882

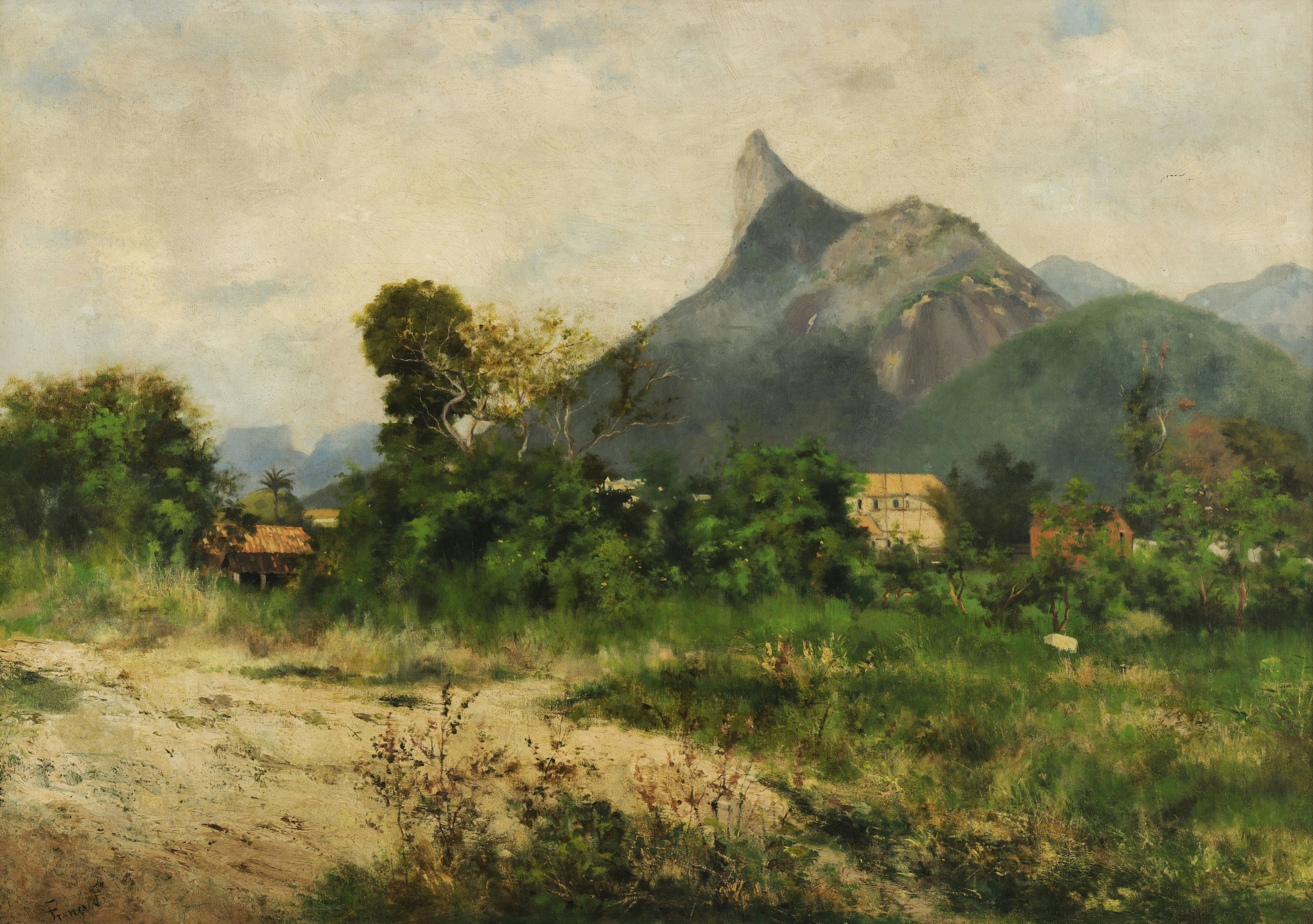
Morro da Viúva (núi góa phụ), của França Júnior, c. 1888

Theo sử gia Ronald Raminelli, "nghệ thuật thị giác trải qua cách tân to lớn tại Đế quốc so với giai đoạn thuộc địa." Brasil độc lập vào năm 1822, hội họa, điêu khắc và kiến trúc chịu ảnh hưởng của biểu tượng quốc gia và chế độ quân chủ, do cả hai vượt qua các đề tài tôn giáo về tầm quan trọng. Phong cách Baroque cũ chiếm ưu thế trước đó bị phong cách tân cổ điển thay thế. Các phát triển mới xuất hiện, như sử dụng sắt trong kiến trúc và sự xuất hiện của in thạch bản và nhiếp ảnh, giúp chấn hưng nghệ thuật thị giác.
Sự kiện chính phủ thành lập Viện hàn lâm Mỹ thuật Hoàng gia vào năm 1820 giữ một vai trò quan trọng trong việc tạo ảnh hưởng và phát triển nghệ thuật thị giác tại Brasil, chủ yếu nhờ giáo dục các thế hệ nghệ sĩ song cũng nhờ đóng vai trò là một nơi hướng dẫn phong cách. Nguồn gốc của viện được đặt trên nền tảng Escola Real das Ciências, Artes e Ofícios (Học viện hoàng gia về khoa học, nghệ thuật và thủ công nghiệp) do Quốc vương Bồ Đào Nha João VI thành lập vào năm 1816. Các thành viên của trường là những người Pháp lưu vong, họ làm việc trong vai trò là họa sĩ, nhà điêu khắc, nhạc sĩ và kỹ sư (nổi tiếng nhất trong số đó là Jean-Baptiste Debret). Mục tiêu chủ yếu của trường là khuyến khích mỹ học Pháp và phong cách tân cổ điển để thay thế phong cách baroque đang thịnh hành. Gặp trở ngại do thiếu kinh phí từ khi bắt đầu, trường sau đó đổi tên thành Viện hàn lâm Mỹ thuật vào năm 1820, và đến năm 1824 nhận được tên gọi Viện hàn lâm Mỹ thuật Hoàng gia.
Sau khi Pedro II đến tuổi trưởng thành vào năm 1840, Học viện mới trở thành một tổ chức có thế lực, nằm trong kế hoạch lớn của Hoàng đế nhằm xúc tiến một văn hóa quốc gia và sau đó là thống nhất toàn bộ người Brasil trong một nhận thức dân tộc chung. Pedro II bằng lòng bảo trợ văn hóa Brasil thông qua một vài tổ chức công cộng được chính phủ tài trợ (không giới hạn tại Học viện Mỹ thuật), như Học viện Lịch sử và Địa lý Brasil và Viện hàn lâm Âm nhạc và nhạc kịch dân tộc hoàng gia. Sự bảo trợ này mở đường không chỉ cho sự nghiệp của các nghệ sĩ, mà còn cho những người tham gia các lĩnh vực khác, bao gồm các sử gia như Francisco Adolfo de Varnhagen và các nhạc sĩ như nhà soạn nhạc kịch Antônio Carlos Gomes.
Đến thập niên 1840, chủ nghĩa lãng mạn thay thế chủ nghĩa tân cổ điển trên quy mô lớn, không chỉ trong hội họa mà còn trong điêu khắc và kiến trúc. Viện hàn lâm không tiếp tục vai trò chỉ thuần túy cung cấp giảng dạy: các giải thưởng, huy chương, học bổng tại ngoại quốc và tài trợ được sử dụng để khích lệ. Trong số các cán bộ và sinh viên của trường, một số người nằm trong số các nghệ sĩ Brasil nổi danh nhất, bao gồm Simplício Rodrigues de Sá, Félix Taunay, Manuel de Araújo Porto-alegre, Pedro Américo, Victor Meirelles, Rodolfo Amoedo, Almeida Júnior, Rodolfo Bernardelli và João Zeferino da Costa. Trong thập niên 1880, sau thời gian dài được nhìn nhận là phong cách chính thức của Viện hàn lâm, chủ nghĩa lãng mạn suy thoái, và thế hệ nghệ sĩ mới khám phá các phong cách khác. Trong các thể loại mới này có nghệ thuật phong cảnh, các nhân vật tiêu biểu nhất của nó là Georg Grimm, Giovanni Battista Castagneto, França Júnior và Antônio Parreiras. Phong cách khác đạt được độ phổ biến trong các lĩnh vực hội họa và kiến trúc là chủ nghĩa chiết trung.

### Văn học và sân khấu

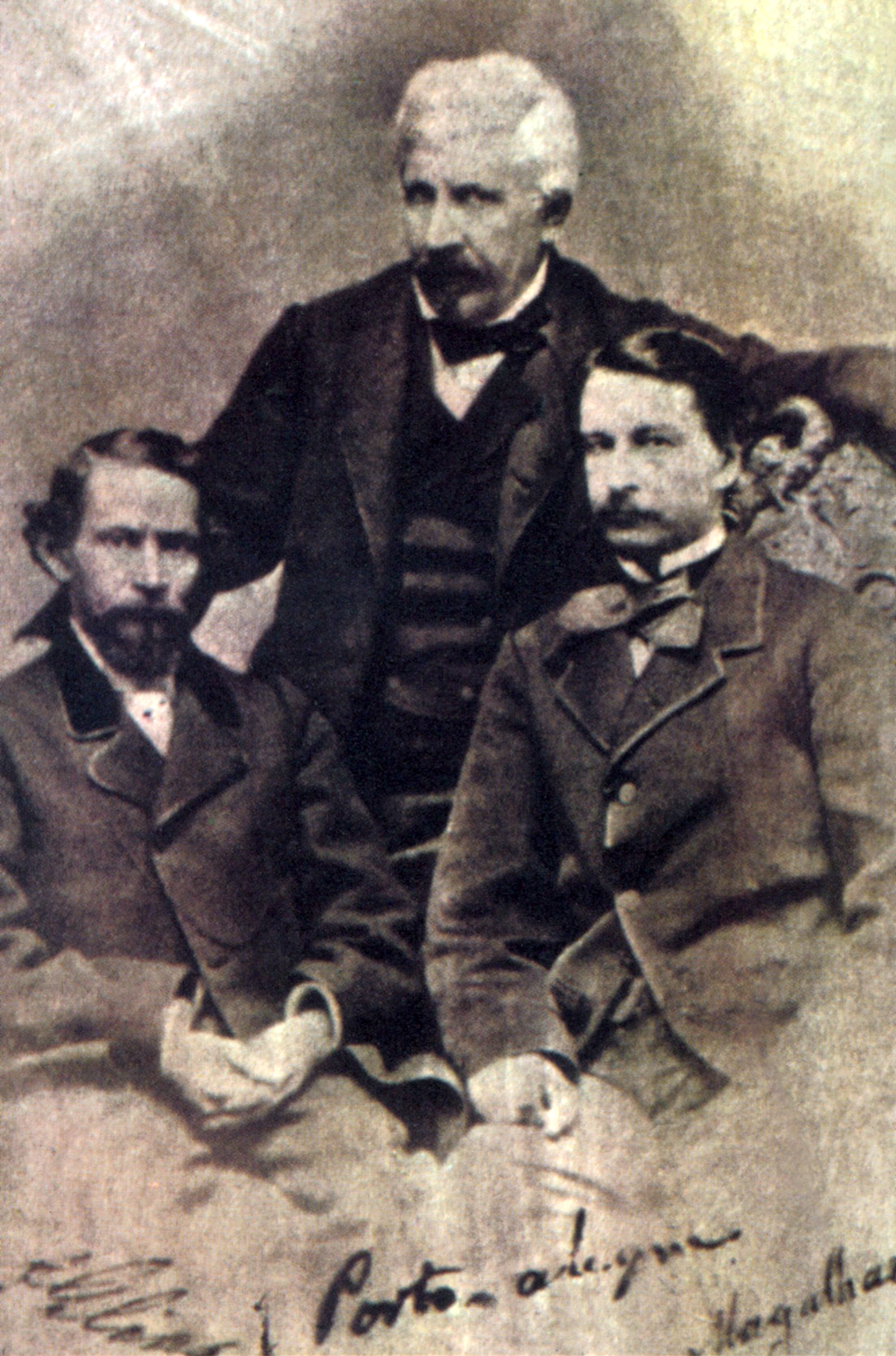
Một bức ảnh chụp vào khoảng năm 1858, trong hình là ba nhà văn lãng mạn lớn của Brasil. Từ trái sang phải: Gonçalves Dias, Manuel de Araújo Porto Alegre và Gonçalves de Magalhães

Trong những năm đầu sau độc lập, văn học Brasil vẫn chịu ảnh hưởng mạnh từ văn học Bồ Đào Nha và phong cách tân cổ điển chiếm ưu thế trong đó. Năm 1837, Gonçalves de Magalhães phát hành tác phẩm lãng mạn đầu tiên tại Brasil, bắt đầu một thời kỳ mới của văn học quốc gia. Đến năm 1838, xuất hiện vở kịch đầu tiên do người Brasil biểu diễn lấy một đề tài quốc gia, đánh dấu khai sinh sâu khấu Brasil. Cho đến đương thời, các đề tài thường dựa trên các tác phẩm châu Âu ngay cả khi không do các diễn viên ngoại quốc biểu diễn. Chủ nghĩa lãng mạn vào đương thời được nhìn nhận là phong cách văn chương thích hợp nhất với văn học Brasil, có thể biểu thị tính độc đáo của nó khi so sánh với văn học ngoại quốc. Trong các thập niên 1830 và 1840, "một mạng lưới báo chí, nhà xuất bản sách và nhà in nổi lên cùng với việc khánh thành sân khấu tại những đô thị lớn, đem lại điều có thể gọi là một văn hóa quốc gia với phạm vi hẹp".
Chủ nghĩa lãng mạn đạt cực thịnh từ cuối thập niên 1850 đến đầu thập niên 1870 với một số nhánh, bao gồm chủ nghĩa da đỏ và chủ nghĩa đa cảm. Phong cách văn học có ảnh hưởng nhất tại Brasil trong thế kỷ 19 là chủ nghĩa lãng mạn, với nhiều người trong số các nhà văn nổi tiếng nhất của Brasil: Manuel de Araújo Porto Alegre, Gonçalves Dias, Gonçalves de Magalhães, José de Alencar, Bernardo Guimarães, Álvares de Azevedo, Casimiro de Abreu, Castro Alves, Joaquim Manuel de Macedo, Manuel Antônio de Almeida và Alfredo d'Escragnolle Taunay. Trong lĩnh vực sân khấu, những nhà soạn kịch lãng mạn nổi tiếng nhất là Martins Pena và Joaquim Manuel de Macedo. Chủ nghĩa lãng mạn Brasil không có mức độ thành công trong lĩnh vực sân khấu như trong văn học, do hầu hết vở kịch là các bi kịch tân cổ điển hay tác phẩm lãng mạn từ Bồ Đào Nha hoặc chuyển ngữ từ tiếng Ý, Pháp, Tây Ban Nha. Sau khi khánh thành Học viện Kịch Brasil vào năm 1845, chính phủ cung cấp tài trợ cho các công ty sân khấu quốc gia nhằm đổi lấy các vở kịch trình diễn bằng tiếng Bồ Đào Nha.
Đến thập niên 1880, chủ nghĩa lãng mạn bị các phong cách văn chương mới thay thế, đầu tiên là chủ nghĩa hiện thực với các nhà văn nổi bật nhất là Joaquim Maria Machado de Assis và Raul Pompeia. Các phong cách mới hơn cùng tồn tại với chủ nghĩa hiện thực là chủ nghĩa tự nhiên và chủ nghĩa thi đàn, cả hai đều liên kết với sự tiến triển của chủ nghĩa hiện thực. Trong số các nhân vật tự nhiên nổi tiếng nhất có Aluísio Azevedo và Adolfo Caminha. Các nhân vật thi đàn nổi tiếng là Gonçalves Crespo, Alberto de Oliveira, Raimundo Correia và Olavo Bilac. Sân khấu Brasil chịu ảnh hưởng từ chủ nghĩa hiện thực từ năm 1855, sớm hơn nhiều thập kỷ trước khi nó ảnh hưởng đến văn thơ. Các nhà soạn kịch hiện thực nổi tiếng gồm có José de Alencar, Quintino Bocaiuva, Joaquim Manuel de Macedo, Júlia Lopes de Almeida và Maria Angélica Ribeiro. Các vở kịch Brasil do các công ty quốc doanh dàn dựng cạnh tranh khán giả với các vở kịch và công ty ngoại quốc. Nghệ thuật trình diễn tại Brasil thời kỳ đế quốc cũng bao gồm trình diễn song ca, vũ đạo, thể hình, thể dục dụng cụ, hài kịch và náo kịch. Múa rối và trò phủ thủy, cũng như rạp xiếc ít có thanh thế song phổ biến hơn trong tầng lớp lao động, với các công ty biểu diễn lưu động, với các tiết mục nhào lộn, động vật được huấn luyện, ảo thuật và các trò định hướng nhào lộn khác.